# Список призёров летних Олимпийских игр 2008
Ниже представлен список всех призёров летних Олимпийских игр 2008 года, проходивших в Пекине с 8 по 24 августа 2008 года. В соревнованиях принимали участие 10 942 спортсмена (4637 женщин, 6305 мужчин), представлявшие 204 страны (НОК). Было разыграно 302 комплекта медалей в 28 видах спорта. Соревнования в бейсболе и боксе проходили только среди мужчин, а в синхронном плавание, художественной гимнастике и софтболе соревновались только женщины. Конный спорт стал единственным видом спорта, где мужчины и женщины принимали участие на равных. Впервые в программу летних Олимпийских игр были добавлены соревнования в BMX у мужчин и женщин и плавании на открытой воде на дистанции 10 километров. Кроме этого, в лёгкой атлетике впервые прошли забеги на 3000 метров с препятствиями у женщин, а соревнования парных разрядов у мужчин и женщин в настольном теннисе были заменены на командные.
В каждой весовой категории в боксе, дзюдо, тхэквондо и борьбе вручались две бронзовые медали. Кроме того, две представительницы Ямайки (Шерон Симпсон и Керрон Стюарт) заняли второе место в беге на 100 метров, показав одинаковое время. Из 204 НОК участвовавших на играх, спортсмены 87 НОК стали призёрами игр, спортсмены 54 НОК стали чемпионами игр, обе цифры стали рекордными за всю историю проведения Игр. Спортсмены из Китая завоевали больше всего золотых наград — 48 (всего 100), а США выиграли больше всего медалей 110 (включая 36 золотых). Спортсмены из Афганистана (Рохулла Никпай — тхэквондо, до 58 кг), Маврикий (Брюно Жюли — бокс, до 54 кг), Судана (Исмаил Ахмед Исмаил — бег на 800 м), Таджикистана (Расул Бокиев — дзюдо, до 73 кг) и Того (Бенжамен Букпети — гребной слалом, байдарки-одиночки) выиграли первую в истории медаль Олимпийских игр для своих НОК. Спортсмены из Монголии (Найдангийн Тувшинбаяр — дзюдо, до 100 кг) и Панамы (Ирвин Саладино — прыжки в длину) выиграли первую золотую медаль для своих НОК.
Американский пловец Майкл Фелпс стал самым успешным спортсменом Игр, выиграв рекордные восемь золотых медалей, улучшив прежнее достижение пловца Марка Спитца установленное на Олимпиаде 1972 года (7 золотых медалей). В общей сложности Майкл Фелпс выиграл 16 медалей летних игр, заняв второе место по общему числу наград вслед за Ларисой Латыниной (18).

## Академическая гребля
См. также: Академическая гребля на летних Олимпийских играх 2008

### Мужчины
| Дисциплина                | Золото | Серебро | Бронза |
| Одиночки                  | Олаф Туфте (NOR) | Ондржей Сынек (CZE) | Махе Драйсдейл (NZL) |
| Двойки                    | Австралия · Дрю Гинн · Данкан Фри | Канада · Дэвид Колдер · Скотт Франдсен | Новая Зеландия · Натан Туэддл · Джордж Бриджуотер |
| Двойки парные             | Австралия · Дэвид Кроушей · Скотт Бреннан | Эстония · Тыну Эндрексон · Юрий Яансон | Великобритания · Мэттью Уэллс · Стивен Роуботем |
| Двойки парные, лёгкий вес | Великобритания · Зак Пёрчейз · Марк Хантер | Греция · Димитриос Мугиос · Василейос Полимерос | Дания · Мадс Рейнхольдт Расмуссен · Расмус Квист Хансен                                                                                                   |
| Четвёрки                  | Великобритания · Том Джеймс · Стив Уильямс · Пит Рид · Эндрю Триггз-Ходж                                                                                  | Австралия · Мэтт Райан · Джеймс Марбург · Кэмерон Маккензи-Макхарг · Фрэнсис Хегерти                                                                               | Франция · Жюльен Депре · Бенжамен Рондо · Жермен Шарден · Дориан Мортелетт                                                                                |
| Четвёрки парные           | Польша · Конрад Васелевский · Марек Кольбович · Михал Елиньский · Адам Король                                                                             | Италия · Лука Агаменнони · Симон Веньер · Россано Гальтаросса · Симоне Райнери                                                                                     | Франция · Жонатан Кёффик · Жан-Пьер Пельтье · Жюльен Баэн · Седрик Берре                                                                                  |
| Четвёрки, лёгкий вес      | Дания · Томас Эберт · Мортен Йоргенсен · Мадс Крусе Андерсен · Эскильд Эббесен                                                                            | Польша · Лукаш Павловский · Бартломей Павелчак · Милош Бернатайтис · Павел Раньда                                                                                  | Канада · Иан Брамбелл · Джон Бир · Майк Льюис · Лиам Парсонс                                                                                              |
| Восьмёрки                 | Канада · Кевин Лайт · Бен Ратледж · Эндрю Бирнс · Джейк Ветцель · Малкольм Ховард · Доминик Сейтерль · Адам Крик · Кайл Хэмилтон · Брайан Прайс (рулевой) | Великобритания · Алекс Партридж · Том Столлард · Том Люси · Ричард Эджингтон · Джош Уэст · Аластер Хиткот · Мэтт Лэнгридж · Колин Смит · Эйсер Нетеркотт (рулевой) | США · Бо Хупмен · Мэтт Шнобрич · Майка Бойд · Уайатт Аллен · Дэниел Уолш · Стивен Коппола · Джош Инман · Брайан Вольпенхайн · Маркус Макэлхенни (рулевой) |

### Женщины
| Дисциплина                | Золото | Серебро | Бронза |
| Одиночки                  | Румяна Нейкова (BUL) | Мишель Геретт (USA) | Екатерина Карстен (BLR) |
| Двойки                    | Румыния · Джорджета Андрунаке · Вьорика Сусану | Китай · У Ю · Гао Юйлань | Беларусь · Юлия Бичик · Наталья Гелах |
| Двойки парные             | Новая Зеландия · Джорджина Эверс-Суинделл · Кэролайн Эверс-Суинделл                                                                                | Германия · Аннекатрин Тиле · Кристиане Хут | Великобритания · Элис Лаверик · Анна Бебингтон |
| Двойки парные, лёгкий вес | Нидерланды · Кирстен ван дер Колк · Марит ван Эйпен                                                                                                | Финляндия · Санна Стен · Минна Ниеминен | Канада · Мелани Кок · Трейси Кэмерон |
| Четвёрки парные           | Китай · Тан Бинь · Цзинь Цзывэй · Си Айхуа · Чжан Янъян                                                                                            | Великобритания · Аннабель Вернон · Дебби Флад · Фрэнсис Хотон · Кэтрин Грейнджер                                                                                                   | Германия · Бритта Оппельт · Мануэла Лутце · Катрин Борон · Штефани Шиллер                                                                                                  |
| Восьмёрки                 | США · Эрин Кафаро · Линдсей Шуп · Анна Гудейл · Элеанор Логан · Анна Камминс · Сьюзан Франсия · Кэролайн Линд · Кэрин Дэвис · Мэри Уиппл (рулевая) | Нидерланды · Фемке Деккер · Марлис Смюлдерс · Нинке Кингма · Ролин Репелар ван Дрил · Аннемарике ван Рюмпт · Хелен Тангер · Сара Сигелар · Аннемик де Хан · Эстер Воркел (рулевая) | Румыния · Констанца Бурчикэ · Вьорика Сусану · Родика Шербан · Эникё Барабаш · Симона Мушат · Йоана Папук · Джорджета Андрунаке · Дойна Игнат · Елена Джорджеску (рулевая) |

## Бадминтон
См. также: Бадминтон на летних Олимпийских играх 2008
| Дисциплина               | Золото                                    | Серебро                                    | Бронза                                        |
| Мужской одиночный разряд | Линь Дань (CHN)                           | Ли Чонг Вей (MAS)                          | Чэнь Цзинь (CHN)                              |
| Мужской парный разряд    | Индонезия · Маркис Кидо · Хендра Сетиаван | Китай · Фу Хайфэн · Цай Юнь                | Республика Корея · Ли Дже Джин · Хван Джи Мэн |
| Женский одиночный разряд | Чжан Нин (CHN)                            | Се Синфан (CHN)                            | Мария Кристин Юлианти (INA)                   |
| Женский парный разряд    | Китай · Юй Ян · Ду Цзин                   | Республика Корея · Ли Кюн Вон · Ли Хё Джон | Китай · Вэй Или · Чжан Явэнь                  |
| Смешанный парный разряд  | Республика Корея · Ли Ён Дэ · Ли Хё Джон  | Индонезия · Нова Видианто · Лилияна Натсир | Китай · Хэ Ханьбинь · Юй Ян                   |

## Баскетбол
См. также: Баскетбол на летних Олимпийских играх 2008
| Дисциплина | Золото | Серебро | Бронза |
| Мужчины    | США Карлос Бузер · Джейсон Кидд · Леброн Джеймс · Дерон Уильямс · Майкл Редд · Дуэйн Уэйд · Коби Брайант · Дуайт Ховард · Крис Бош · Крис Пол · Тэйшон Принс · Кармело Энтони                   | Испания Пау Газоль · Руди Фернандес · Рики Рубио · Хуан Карлос Наварро · Хосе Мануэль Кальдерон · Фелипе Рейес · Карлос Хименес · Рауль Лопес · Берни Родригес · Марк Газоль · Алекс Мумбру · Хорхе Гарбахоса | Аргентина Луис Скола · Ману Жинобили · Роман Гонсалес · Фабрисио Оберто · Пабло Приджиони · Антонио Порта · Карлос Дельфино · Паоло Кинтерос · Леонардо Гутьеррес · Андрес Носиони · Хуан Педро Гутьеррес · Федерико Каммерикс      |
| Женщины    | США Кэппи Пондекстер · Сеймон Огастус · Сью Бёрд · Кара Лоусон · Делиша Милтон-Джонс · Лиза Лесли · Тамика Кэтчингс · Тина Томпсон · Дайана Таурази · Сильвия Фаулз · Кэти Смит · Кэндес Паркер | Австралия Эрин Филлипс · Талли Бевилаква · Дженнифер Скрин · Пенни Тейлор · Сьюзи Баткович · Холли Грима · Кристи Харроуэр · Лора Саммертон · Белинда Снелл · Эмма Рендалл · Рохени Кокс · Лорен Джексон      | Россия Марина Кузина · Оксана Рахматулина · Наталья Водопьянова · Бекки Хэммон · Марина Карпунина · Татьяна Щёголева · Илона Корстин · Мария Степанова · Екатерина Лисина · Ирина Соколовская · Светлана Абросимова · Ирина Осипова |

## Бейсбол
См. также: Бейсбол на летних Олимпийских играх 2008
| Дисциплина | Золото | Серебро | Бронза |
| Мужчины    | Республика Корея Рю Хёнджин · Хан Ги Джу · Пак Чин Мин · Квон Хёк · Ли Тхэк Кын · Ли Дэ Хо · О Сын Хван · Пон Джунгын · Ко Ён Мин · Ли Джон Ук · Чон Гын У · Ким Мин Джэ · Чан Габ Ён · Ли Джин Ён · Чан Вон Сам · Сон Сын Джун · Ким Гван Хён · Ли Ён Гю · Ким Дон Джу · Кан Мин Хо · Ким Хён Су · Ли Сын Ёп · Чон Дэ Хён · Юн Сон Мин | Куба Ариэль Пестано · Йоандри Урхельес · Альфредо Деспань · Луис Родригес · Алексей Бель · Ядьер Педросо · Хондер Мартинес · Адьель Пальма · Луис Навас · Жорвис Дювержель · Александр Майета · Эриель Санчес · Роландо Мериньо · Эктор Оливера · Мичель Энрикес · Юли Гуррьель · Висьоандри Оделин · Педро Ласо · Эдуардо Парет · Норберто Гонсалес · Норхе Луис Вера · Фредерик Сепеда · Эльер Санчес · Мигель Лаэра | США Бретт Андерсон · Блэйн Нил · Мэтт Браун · Нэт Ширхольц · Джереми Каммингс · Майкл Коплав · Терри Тиффи · Кевин Джепсен · Брайан Дюнсинг · Декстер Фоулер · Брэндон Найт · Майк Хессман · Кейси Уитерс · Джейсон Дональд · Джейсон Никс · Тейлор Тигарден · Стивен Страсбург · Джейк Арриета · Лу Марсон · Мэтт Лапорта · Тревор Кэхилл · Брайан Барден · Джон Гэлл · Джефф Стивенс |

## Бокс
См. также: Бокс на летних Олимпийских играх 2008
| Дисциплина  | Золото                     | Серебро                     | Бронза                   |
| До 48 кг    | Цзоу Шимин (CHN)           | Пурэвдоржийн Сэрдамба (MGL) | Пэдди Барнс (IRL)        |
| До 48 кг    | Цзоу Шимин (CHN)           | Пурэвдоржийн Сэрдамба (MGL) | Ямпьер Эрнандес (CUB)    |
| До 51 кг    | Сомчит Чонгчохор (THA)     | Андри Лаффита (CUB)         | Георгий Балакшин (RUS)   |
| До 51 кг    | Сомчит Чонгчохор (THA)     | Андри Лаффита (CUB)         | Винченцо Пикарди (ITA)   |
| До 54 кг    | Энхбатын Бадар-Ууган (MGL) | Янкьель Леон (CUB)          | Вячеслав Гожан (MDA)     |
| До 54 кг    | Энхбатын Бадар-Ууган (MGL) | Янкьель Леон (CUB)          | Брюно Жюли (MRI)         |
| До 57 кг    | Василий Ломаченко (UKR)    | Кедафи Джелькир (FRA)       | Якуп Кылыч (TUR)         |
| До 57 кг    | Василий Ломаченко (UKR)    | Кедафи Джелькир (FRA)       | Шахин Имранов (AZE)      |
| До 60 кг    | Алексей Тищенко (RUS)      | Дауда Сов (FRA)             | Грачик Джавахян (ARM)    |
| До 60 кг    | Алексей Тищенко (RUS)      | Дауда Сов (FRA)             | Йорденис Угас (CUB)      |
| До 64 кг    | Мануэль Феликс Диас (DOM)  | Манус Бунчамнонг (THA)      | Роньель Иглесиас (CUB)   |
| До 64 кг    | Мануэль Феликс Диас (DOM)  | Манус Бунчамнонг (THA)      | Алексис Вастин (FRA)     |
| До 69 кг    | Бакыт Сарсекбаев (KAZ)     | Карлос Банто (CUB)          | Канат Ислам (CHN)        |
| До 69 кг    | Бакыт Сарсекбаев (KAZ)     | Карлос Банто (CUB)          | Ким Чон Джу (KOR)        |
| До 75 кг    | Джеймс Дигейл (GBR)        | Эмилио Корреа (CUB)         | Виджендер Сингх (IND)    |
| До 75 кг    | Джеймс Дигейл (GBR)        | Эмилио Корреа (CUB)         | Даррен Сазерленд (IRL)   |
| До 81 кг    | Чжан Сяопин (CHN)          | Кеннет Иган (IRL)           | Тони Джеффрис (GBR)      |
| До 81 кг    | Чжан Сяопин (CHN)          | Кеннет Иган (IRL)           | Еркебулан Шыналиев (KAZ) |
| До 91 кг    | Рахим Чахкиев (RUS)        | Клементе Руссо (ITA)        | Деонтей Уайлдер (USA)    |
| До 91 кг    | Рахим Чахкиев (RUS)        | Клементе Руссо (ITA)        | Осмай Акоста (CUB)       |
| Свыше 91 кг | Роберто Каммарелле (ITA)   | Чжан Чжилэй (CHN)           | Дэвид Прайс (GBR)        |
| Свыше 91 кг | Роберто Каммарелле (ITA)   | Чжан Чжилэй (CHN)           | Вячеслав Глазков (UKR)   |

## Борьба
См. также: Борьба на летних Олимпийских играх 2008

### Греко-римская борьба
| Дисциплина | Золото                   | Серебро                   | Бронза                 |
| До 55 кг   | Назир Манкиев (RUS)      | Ровшан Байрамов (AZE)     | Роман Амоян (ARM)      |
| До 55 кг   | Назир Манкиев (RUS)      | Ровшан Байрамов (AZE)     | Пак Ынчхоль (KOR)      |
| До 60 кг   | Ислам-Бека Альбиев (RUS) | Нурбахыт Тенгизбаев (KAZ) | Руслан Тюменбаев (KGZ) |
| До 60 кг   | Ислам-Бека Альбиев (RUS) | Нурбахыт Тенгизбаев (KAZ) | Шэн Цзян (CHN)         |
| До 66 кг   | Стив Гено (FRA)          | Канатбек Бегалиев (KGZ)   | Армен Варданян (UKR)   |
| До 66 кг   | Стив Гено (FRA)          | Канатбек Бегалиев (KGZ)   | Михаил Семёнов (BLR)   |
| До 74 кг   | Манучар Квирквелия (GEO) | Чан Юнсян (CHN)           | Явор Янакиев (BUL)     |
| До 74 кг   | Манучар Квирквелия (GEO) | Чан Юнсян (CHN)           | Кристоф Гено (FRA)     |
| До 84 кг   | Андреа Мингуцци (ITA)    | Золтан Фодор (HUN)        | Назми Авлуджа (TUR)    |
| До 84 кг   | Андреа Мингуцци (ITA)    | Золтан Фодор (HUN)        | Не вручалась           |
| До 96 кг   | Асланбек Хуштов (RUS)    | Мирко Энглих (GER)        | Адам Уилер (USA)       |
| До 96 кг   | Асланбек Хуштов (RUS)    | Мирко Энглих (GER)        | Марек Швец (CZE)       |
| До 120 кг  | Михаин Лопес (CUB)       | Миндаугас Мизгайтис (LTU) | Юрий Патрикеев (ARM)   |
| До 120 кг  | Михаин Лопес (CUB)       | Миндаугас Мизгайтис (LTU) | Янник Щепаняк (FRA)    |

### Вольная борьба

#### Мужчины
| Дисциплина | Золото                   | Серебро                  | Бронза                  |
| До 55 кг   | Генри Сехудо (USA)       | Томохиро Мацунага (JPN)  | Бесик Кудухов (RUS)     |
| До 55 кг   | Генри Сехудо (USA)       | Томохиро Мацунага (JPN)  | Радослав Великов (BUL)  |
| До 60 кг   | Мавлет Батиров (RUS)     | Кэнъити Юмото (JPN)      | Базар Базаргуруев (KGZ) |
| До 60 кг   | Мавлет Батиров (RUS)     | Кэнъити Юмото (JPN)      | Морад Мохаммади (IRI)   |
| До 66 кг   | Рамазан Шахин (TUR)      | Андрей Стадник (UKR)     | Отар Тушишвили (GEO)    |
| До 66 кг   | Рамазан Шахин (TUR)      | Андрей Стадник (UKR)     | Сушил Кумар (IND)       |
| До 74 кг   | Бувайсар Сайтиев (RUS)   | Мурад Гайдаров (BLR)     | Георгицэ Штефан (ROU)   |
| До 74 кг   | Бувайсар Сайтиев (RUS)   | Мурад Гайдаров (BLR)     | Кирил Терзиев (BUL)     |
| До 84 кг   | Реваз Миндорашвили (GEO) | Юсуп Абдусаломов (TJK)   | Георгий Кетоев (RUS)    |
| До 84 кг   | Реваз Миндорашвили (GEO) | Юсуп Абдусаломов (TJK)   | Тарас Данько (UKR)      |
| До 96 кг   | Ширвани Мурадов (RUS)    | Георгий Гогшелидзе (GEO) | Хетаг Газюмов (AZE)     |
| До 96 кг   | Ширвани Мурадов (RUS)    | Георгий Гогшелидзе (GEO) | Мишель Батиста (CUB)    |
| До 120 кг  | Бахтияр Ахмедов (RUS)    | Давид Мусульбес (SVK)    | Алексис Родригес (CUB)  |
| До 120 кг  | Бахтияр Ахмедов (RUS)    | Давид Мусульбес (SVK)    | Марид Муталимов (KAZ)   |

#### Женщины
| Дисциплина | Золото            | Серебро               | Бронза                  |
| До 48 кг   | Кэрол Хвин (CAN)  | Тихару Итё (JPN)      | Ирина Мерлени (UKR)     |
| До 48 кг   | Кэрол Хвин (CAN)  | Тихару Итё (JPN)      | Мария Стадник (AZE)     |
| До 55 кг   | Саори Ёсида (JPN) | Сюй Ли (CHN)          | Жакелине Рентерия (COL) |
| До 55 кг   | Саори Ёсида (JPN) | Сюй Ли (CHN)          | Тоня Вербик (CAN)       |
| До 63 кг   | Каори Итё (JPN)   | Алёна Карташова (RUS) | Рэнди Миллер (USA)      |
| До 63 кг   | Каори Итё (JPN)   | Алёна Карташова (RUS) | Елена Шалыгина (KAZ)    |
| До 72 кг   | Ван Цзяо (CHN)    | Станка Златева (BUL)  | Агнешка Вещек (POL)     |
| До 72 кг   | Ван Цзяо (CHN)    | Станка Златева (BUL)  | Кёко Хамагути (JPN)     |

## Велоспорт
См. также: Велоспорт на летних Олимпийских играх 2008

### Шоссейные гонки
| Дисциплина                                         | Золото                  | Серебро                 | Бронза                   |
| Групповая гонка, мужчины                           | Самуэль Санчес (ESP)    | Фабиан Канчеллара (SUI) | Александр Колобнев (RUS) |
| Индивидуальная гонка с раздельным стартом, мужчины | Фабиан Канчеллара (SUI) | Густав Ларссон (SWE)    | Леви Лайфаймер (USA)     |
| Групповая гонка, женщины                           | Николь Кук (GBR)        | Эмма Юханссон (SWE)     | Татьяна Гудерцо (ITA)    |
| Индивидуальная гонка с раздельным стартом, женщины | Кристин Армстронг (USA) | Эмма Пули (GBR)         | Карин Тюриг (SUI)        |

### Трековые гонки

#### Мужчины
| Дисциплина                    | Золото                                                                    | Серебро                                                                                                  | Бронза                                                                                  |
| Гонка преследования           | Брэдли Уиггинс (GBR)                                                      | Хейден Рулстон (NZL)                                                                                     | Стивен Бёрк (GBR)                                                                       |
| Командная гонка преследования | Великобритания · Эд Клэнси · Пол Мэннинг · Герайнт Томас · Брэдли Уиггинс | Дания · Михаэль Мёркёв · Каспер Йёргенсен · Йенс-Эрик Мадсен · Алекс Расмуссен · Михаэль Ферк Кристенсен | Новая Зеландия · Сэм Бьюли · Хейден Рулстон · Марк Райан · Джесси Серджент · Уэстли Гоф |
| Спринт                        | Крис Хой (GBR)                                                            | Джейсон Кенни (GBR)                                                                                      | Микаэль Буржейн (FRA)                                                                   |
| Командный спринт              | Великобритания · Крис Хой · Джейсон Кенни · Джейми Стафф                  | Франция · Грегори Боже · Кевин Сиро · Арно Турнан                                                        | Германия · Рене Эндерс · Максимилиан Леви · Штефан Нимке                                |
| Гонка по очкам                | Жоан Льянерас (ESP)                                                       | Роджер Клюге (GER)                                                                                       | Крис Ньютон (GBR)                                                                       |
| Кейрин                        | Крис Хой (GBR)                                                            | Росс Эдгар (GBR)                                                                                         | Киёфуми Нагаи (JPN)                                                                     |
| Мэдисон                       | Аргентина · Хуан Куручет · Вальтер Перес                                  | Испания · Жоан Льянерас · Антонио Таулер                                                                 | Россия · Михаил Игнатьев · Алексей Марков                                               |

#### Женщины
| Дисциплина          | Золото                  | Серебро                | Бронза                 |
| Гонка преследования | Ребекка Ромеро (GBR)    | Венди Хувенагель (GBR) | Леся Калитовская (UKR) |
| Спринт              | Виктория Пендлтон (GBR) | Анна Мирз (AUS)        | Го Шуан (CHN)          |
| Гонка по очкам      | Марианна Вос (NED)      | Йоанка Гонсалес (CUB)  | Лейре Олаберрия (ESP)  |

### Маунтинбайк
| Дисциплина | Золото               | Серебро                | Бронза                 |
| Мужчины    | Жюльен Абсалон (FRA) | Жан-Кристоф Перо (FRA) | Нино Шуртер (SUI)      |
| Женщины    | Сабина Шпиц (GER)    | Майя Влощовская (POL)  | Ирина Калентьева (RUS) |

### BMX
| Дисциплина | Золото                   | Серебро                  | Бронза               |
| Мужчины    | Марис Штромбергс (LAT)   | Майк Дэй (USA)           | Донни Робинсон (USA) |
| Женщины    | Анн-Каролин Шоссон (FRA) | Летиция ле Коргийе (FRA) | Джилл Кинтнер (USA)  |

## Водное поло
См. также: Водное поло на летних Олимпийских играх 2008
| Дисциплина | Золото | Серебро | Бронза |
| Мужчины    | Венгрия Зольтан Сечи · Тамаш Варга · Норберт Мадараш · Денеш Варга · Тамаш Кашаш · Норберт Хошнянский · Гергей Кишш · Тибор Бенедек · Даниэль Варга · Петер Бирош · Габор Киш · Тамаш Мольнар · Иштван Гергейи                               | США Меррилл Мосес · Брэндон Брукс · Райан Бэйли · Джеймс Крампхольц · Тони Азеведо · Адам Райт · Питер Вэрласс · Джесс Смит · Джеффри Пауэрс · Лайн Бобьен · Питер Хаднат · Рик Мерло · Тим Хаттен                     | Сербия Денис Шефик · Андрия Прлаинович · Никола Раджен · Ваня Удовичич · Деян Савич · Душко Пиетлович · Филип Филипович · Александар Чирич · Александар Шапич · Владимир Вуясинович · Бранко Пекович · Слободан Соро · Живко Гоцич |
| Женщины    | Нидерланды Мике Кобаут · Даниэлле де Брёйн · Рианне Гёйхелар · Биуракн Ахвердян · Нуки Клейн · Симоне Кот · Алетте Сейбринг · Ясемин Смит · Ифке Ван Белкум · Гиллиан ван ден Берг · Марике ван дер Хам · Илсе ван дер Мейден · Мейке де Ной | США Элизабет Армстронг · Патти Карденас · Кэми Крейг · Натали Гольда · Элисон Грегорка · Бриттани Хейз · Джейми Хипп · Хизер Петри · Джессика Стеффенс · Морайя ван Норман · Бренда Вилла · Лорен Уэнгер · Элси Уайндс | Австралия Джемма Бейдсуорт · Никита Кафф · Сьюзи Фрейзер · Таньель Гоферс · Кейт Джинтер · Эми Хетзел · Бронуэн Нокс · Эмма Нокс · Алисия Маккормак · Мелисса Риппон · Ребекка Риппон · Дженна Санторомито · Миа Санторомито       |

## Волейбол
См. также: Волейбол на летних Олимпийских играх 2008

### Волейбол
| Дисциплина | Золото | Серебро | Бронза |
| Мужчины    | СШАЛлой Болл · Габриэль Гарднер · Дэвид Ли · Ричард Лэмбурн · Райан Миллар · Уильям Придди · Шон Руни · Райли Сэлмон · Клейтон Стэнли · Скотт Тузински · Кевин Хансен · Томас Хофф | БразилияАндерсон · Бруно Резенде · Густаво · Данте · Жиба · Марселиньо · Мурило · Андре · Андре Эллер · Родриган · Самуэль · Сержио                                                                    | РоссияЮрий Бережко · Алексей Вербов · Александр Волков · Сергей Гранкин · Александр Корнеев · Александр Косарев · Алексей Кулешов · Максим Михайлов · Алексей Остапенко · Семён Полтавский · Сергей Тетюхин · Вадим Хамутцких |
| Женщины    | БразилияВалевска · Валескинья · Жаклин · Карол · Мари · Паула · Сасса · Таиса · Фаби · Фабиана · Фофан · Шейла                                                                     | СШАЛиндсей Берг · Хизер Боун · Ким Уиллоуби · Кимберли Гласс · Дженнифер Джойнс · Николь Дэвис · Огонна Ннамани · Стейси Сикора · Даниэла Скотт-Арруда · Логан Том · Тайиба Ханиф · Робин А Моу-Сантос | КитайЧжао Жуйжуй · Ван Имэй · Фэн Кунь · Вэй Цююэ · Чжоу Сухун · Сюэ Мин · Ян Хао · Ли Цзюань · Чжан На · Ма Юньвэнь · Сюй Юньли · Лю Яньань                                                                                  |

### Пляжный волейбол
| Дисциплина | Золото                               | Серебро                    | Бронза                        |
| Мужчины    | США · Тодд Роджерс · Филип Дэлхоссер | Бразилия · Марсиу · Фабиу  | Бразилия · Рикарду · Эмануэль |
| Женщины    | США · Керри Уолш · Мисти Мэй-Трейнор | Китай · Тянь Цзя · Ван Цзе | Китай · Сюэ Чэнь · Чжан Си    |

## Гандбол
См. также: Гандбол на летних Олимпийских играх 2008
| Дисциплина | Золото | Серебро | Бронза |
| Мужчины    | Франция Люк Абало · Жоэль Абати · Седрик Бюрде · Микаэль Гигу · Дидье Динар · Бертран Жиль · Гийом Жиль · Оливье Жиро · Никола Карабатич · Дауда Карабуэ · Кристоф Кампе · Даниэль Нарсисс · Тьерри Омейе · Седрик Пати · Жером Фернандес                               | Исландия Арнар Атласон · Стурла Асгерссон · Логи Гиерссон · Снорри Гудьонссон · Рейдар Гундмундссон · Роберт Гуннарссон · Бьоргвин Густавссон · Ингимундур Ингимундарсон · Александр Петерссон · Гудйон Валур Сигурдссон · Сигфус Сигурдссон · Оулавюр Стефаунссон · Аусгейр Эдн Хадльгримссон · Сверре Якобссон | Испания Давид Барруфет · Хон Белаустеги · Рубен Гарабая · Хуан Гарсия · Давид Давис · Деметрио Лосано · Кристиан Мальмагро · Хосе Омбрадос · Карлос Прието · Альберт Рокас · Икер Ромеро · Виктор Томас · Альберто Энтрерриос · Рауль Энтрерриос |
| Женщины    | Норвегия Каролин Брейванг · Кари Олвик Гримсбё · Кари Метте Йохансен · Тонье Ларсен · Кристин Лунде · Эльза-Марта Любекк · Тонье Нёствольд · Катя Нюберг · Ранхильд Омодт · Катрин Лунде · Линн-Кристин Рьегельхут · Гёрил Снороэгген · Марит Фрафьорд · Гро Хаммерсенг | Россия Екатерина Андрюшина · Ирина Близнова · Елена Дмитриева · Анна Кареева · Екатерина Маренникова · Елена Полёнова · Ирина Полторацкая · Людмила Постнова · Оксана Роменская · Мария Сидорова · Инна Суслина · Эмилия Турей · Яна Ускова · Наталья Шипилова                                                   | Республика Корея Ан Джон Хва · Пэ Мин Хи · Ким Нам Сун · Ким Он А · Ким Ча Ён · Ли Мин Хи · Мун Пиль Хи · О Сон Ок · О Ён Ран · Пак Чон Хи · Сон Хэ Рим · Хон Джон Хо · Хо Сун Ён · Чхве Им Джон                                                 |

## Гимнастика
См. также: Гимнастика на летних Олимпийских играх 2008

### Спортивная гимнастика

#### Мужчины
| Дисциплина           | Золото                                                                  | Серебро                                                                                                   | Бронза                                                                                               |
| Личное многоборье    | Ян Вэй (CHN)                                                            | Кохэй Утимура (JPN)                                                                                       | Бенуа Караноб (FRA)                                                                                  |
| Командное многоборье | Китай · Хуан Сюй · Чэнь Ибин · Ли Сяопэн · Сяо Цинь · Ян Вэй · Цзоу Кай | Япония · Такэхиро Касима · Такуя Накасэ · Макото Окигути · Коки Сакамото · Хироюки Томита · Кохэй Утимура | США · Александр Артемьев · Радж Бхавсар · Джо Хэгерти · Джонатан Хортон · Джастин Спринг · Кевин Тан |
| Опорный прыжок       | Лешек Бляник (POL)                                                      | Тома Буэль (FRA)                                                                                          | Антон Голоцуцков (RUS)                                                                               |
| Вольные упражнения   | Цзоу Кай (CHN)                                                          | Хервасио Деферр (ESP)                                                                                     | Антон Голоцуцков (RUS)                                                                               |
| Конь                 | Сяо Цинь (CHN)                                                          | Филип Уде (CRO)                                                                                           | Луис Смит (GBR)                                                                                      |
| Кольца               | Чэнь Ибин (CHN)                                                         | Ян Вэй (CHN)                                                                                              | Александр Воробьёв (UKR)                                                                             |
| Параллельные брусья  | Ли Сяопэн (CHN)                                                         | Ю Вон Чхоль (KOR)                                                                                         | Антон Фокин (UZB)                                                                                    |
| Перекладина          | Цзоу Кай (CHN)                                                          | Джонатан Хортон (USA)                                                                                     | Фабиан Хамбюхен (GER)                                                                                |

#### Женщины
| Дисциплина           | Золото                                                                            | Серебро                                                                                            | Бронза |
| Личное многоборье    | Настя Люкин (USA)                                                                 | Шон Джонсон (USA)                                                                                  | Ян Илинь (CHN) |
| Командное многоборье | Китай · Ян Илинь · Чэн Фэй · Цзян Юйюань · Дэн Линьлинь · Хэ Кэсинь · Ли Шаньшань | США · Шон Джонсон · Настя Люкин · Челлси Меммель · Саманта Пешек · Алиша Сакрамоне · Бриджет Слоан | Румыния · Стельяна Нистор · Сандра Избаша · Габриэла Драгой · Анамария Тамаржан · Андрея Акатриней · Андрея Григоре |
| Опорный прыжок       | Хон Ын Джон (PRK)                                                                 | Оксана Чусовитина (GER)                                                                            | Чэн Фэй (CHN) |
| Вольные упражнения   | Сандра Избаша (ROU)                                                               | Шон Джонсон (USA)                                                                                  | Настя Люкин (USA)                                                                                                   |
| Разновысокие брусья  | Хэ Кэсинь (CHN)                                                                   | Настя Люкин (USA)                                                                                  | Ян Илинь (CHN) |
| Бревно               | Шон Джонсон (USA)                                                                 | Настя Люкин (USA)                                                                                  | Чэн Фэй (CHN) |

### Прыжки на батуте
| Дисциплина | Золото           | Серебро               | Бронза                 |
| Мужчины    | Лу Чуньлун (CHN) | Джейсон Бёрнетт (CAN) | Дун Дун (CHN)          |
| Женщины    | Хэ Вэньна (CHN)  | Карен Кокбёрн (CAN)   | Екатерина Хилько (UZB) |

### Художественная гимнастика
| Дисциплина           | Золото | Серебро                                                                        | Бронза |
| Личное многоборье    | Евгения Канаева (RUS)                                                                                               | Инна Жукова (BLR)                                                              | Анна Бессонова (UKR) |
| Групповое многоборье | Россия · Елена Посевина · Татьяна Горбунова · Анна Гавриленко · Дарья Шкурихина · Наталья Зуева · Маргарита Алийчук | Китай · Суй Цзяньшуан · Цай Тунтун · Чоу Тао · Чжан Шо · Сунь Дань · Лу Юаньян | Беларусь · Олеся Бабушкина · Анастасия Иванькова · Ксения Санкович · Зинаида Лунина · Глафира Мартинович · Алина Тумилович |

## Гребля на байдарках и каноэ
См. также: Гребля на байдарках и каноэ на летних Олимпийских играх 2008

### Гладкая вода

#### Мужчины
| Дисциплина                     | Золото                                                                           | Серебро                                                                | Бронза                                                                        |
| Каноэ-одиночки, 500 метров     | Максим Опалев (RUS)                                                              | Давид Каль (ESP)                                                       | Юрий Чебан (UKR)                                                              |
| Каноэ-одиночки, 1000 метров    | Аттила Вайда (HUN)                                                               | Давид Каль (ESP)                                                       | Томас Холл (CAN)                                                              |
| Каноэ-двойки, 500 метров       | Китай · Мэн Гуаньлян · Ян Вэньцзюнь                                              | Россия · Сергей Улегин · Александр Костоглод                           | Германия · Кристиан Гилле · Томаш Выленжек                                    |
| Каноэ-двойки, 1000 метров      | Беларусь · Андрей Богданович · Александр Богданович                              | Германия · Кристиан Гилле · Томаш Выленжек                             | Венгрия · Дьёрдь Козманн · Тамаш Кишш                                         |
| Байдарки-одиночки, 500 метров  | Кен Уоллес (AUS)                                                                 | Адам ван Куверден (CAN)                                                | Тим Брэбентс (GBR)                                                            |
| Байдарки-одиночки, 1000 метров | Тим Брэбентс (GBR)                                                               | Эйрик Верос Ларсен (NOR)                                               | Кен Уоллес (AUS)                                                              |
| Байдарки-двойки, 500 метров    | Испания · Сауль Кравиотто · Карлос Перес                                         | Германия · Рональд Рауэ · Тим Вискёттер                                | Беларусь · Роман Петрушенко · Вадим Махнев                                    |
| Байдарки-двойки, 1000 метров   | Германия · Мартин Холльштайн · Андреас Иле                                       | Дания · Ким Кнудсен · Рене Хольтен Поульсен                            | Италия · Андреа Факкин · Антонио Скадуто                                      |
| Байдарки-четвёрки, 1000 метров | Беларусь · Роман Петрушенко · Алексей Абалмасов · Артур Литвинчук · Вадим Махнев | Словакия · Рихард Ришдорфер · Михал Ришдорфер · Эрик Влчек · Юрай Тарр | Германия · Луц Альтепост · Норман Брёкль · Торстен Экбретт · Бьёрн Гольдшмидт |

#### Женщины
| Дисциплина                    | Золото                                                                            | Серебро                                                               | Бронза                                                                  |
| Байдарки-одиночки, 500 метров | Инна Осипенко-Радомская (UKR)                                                     | Йозефа Идем (ITA)                                                     | Катрин Вагнер-Аугустин (GER)                                            |
| Байдарки-двойки, 500 метров   | Венгрия · Каталин Ковач · Наташа Янич                                             | Польша · Беата Миколайчик · Анета Конечна                             | Франция · Мари Делаттр · Анна-Лора Вьяр                                 |
| Байдарки-четвёрки, 500 метров | Германия · Фанни Фишер · Николь Райнхардт · Катрин Вагнер-Аугустин · Конни Васмут | Венгрия · Каталин Ковач · Габриэлла Сабо · Данута Козак · Наташа Янич | Австралия · Лиза Олденхоф · Ханна Дейвис · Шанталь Мик · Линдси Фогарти |

### Гребной слалом
| Дисциплина                 | Золото                                       | Серебро                                 | Бронза                                      |
| Байдарки-одиночки, мужчины | Александр Гримм (GER)                        | Фабьен Лефевр (FRA)                     | Бенджамин Букпети (TOG)                     |
| Каноэ-одиночки, мужчины    | Михал Мартикан (SVK)                         | Дэвид Флоренс (GBR)                     | Робин Белл (AUS)                            |
| Каноэ-двойки, мужчины      | Словакия · Петер Гохшорнер · Павол Гохшорнер | Чехия · Ондржей Штепанек · Ярослав Волф | Россия · Михаил Кузнецов · Дмитрий Ларионов |
| Байдарки-одиночки, женщины | Елена Калиска (SVK)                          | Жаклин Лоуренс (AUS)                    | Виолетта Облингер-Петерс (AUT)              |

## Дзюдо
См. также: Дзюдо на летних Олимпийских играх 2008

### Мужчины
| Дисциплина   | Золото                      | Серебро                | Бронза                   |
| До 60 кг     | Чхве Мин Хо (KOR)           | Людвиг Пайшер (AUT)    | Рубен Хаукес (NED)       |
| До 60 кг     | Чхве Мин Хо (KOR)           | Людвиг Пайшер (AUT)    | Ришод Собиров (UZB)      |
| До 66 кг     | Масато Утисиба (JPN)        | Бенжамен Дарбеле (FRA) | Йорданис Аренсибия (CUB) |
| До 66 кг     | Масато Утисиба (JPN)        | Бенжамен Дарбеле (FRA) | Пак Чхоль Мин (PRK)      |
| До 73 кг     | Эльнур Мамедли (AZE)        | Ван Ги Чхун (KOR)      | Расул Бокиев (TJK)       |
| До 73 кг     | Эльнур Мамедли (AZE)        | Ван Ги Чхун (KOR)      | Леандру Гильейру (BRA)   |
| До 81 кг     | Оле Бишоф (GER)             | Ким Джэ Бом (KOR)      | Роман Гонтюк (UKR)       |
| До 81 кг     | Оле Бишоф (GER)             | Ким Джэ Бом (KOR)      | Тиагу Камилу (BRA)       |
| До 90 кг     | Ираклий Цирекидзе (GEO)     | Амар Бенихлеф (ALG)    | Хешам Месба (EGY)        |
| До 90 кг     | Ираклий Цирекидзе (GEO)     | Амар Бенихлеф (ALG)    | Сергей Ашванден (SUI)    |
| До 100 кг    | Найдангийн Тувшинбаяр (MGL) | Асхат Житкеев (KAZ)    | Мовлуд Миралиев (AZE)    |
| До 100 кг    | Найдангийн Тувшинбаяр (MGL) | Асхат Житкеев (KAZ)    | Хенк Грол (NED)          |
| Свыше 100 кг | Сатоси Исии (JPN)           | Абдулло Тангриев (UZB) | Оскар Брайсон (CUB)      |
| Свыше 100 кг | Сатоси Исии (JPN)           | Абдулло Тангриев (UZB) | Тедди Ринер (FRA)        |

### Женщины
| Дисциплина  | Золото                   | Серебро                  | Бронза                     |
| До 48 кг    | Алина Думитру (ROU)      | Янет Бермой (CUB)        | Паула Парето (ARG)         |
| До 48 кг    | Алина Думитру (ROU)      | Янет Бермой (CUB)        | Рёко Тани (JPN)            |
| До 52 кг    | Сянь Дунмэй (CHN)        | Ан Гым Э (PRK)           | Сорая Хаддад (ALG)         |
| До 52 кг    | Сянь Дунмэй (CHN)        | Ан Гым Э (PRK)           | Мисато Накамура (JPN)      |
| До 57 кг    | Джулия Квинтавалле (ITA) | Дебора Гравенстейн (NED) | Кетлейн Квадрус (BRA)      |
| До 57 кг    | Джулия Квинтавалле (ITA) | Дебора Гравенстейн (NED) | Сюй Янь (CHN)              |
| До 63 кг    | Аюми Танимото (JPN)      | Люси Декосс (FRA)        | Элизабет Виллебордсе (NED) |
| До 63 кг    | Аюми Танимото (JPN)      | Люси Декосс (FRA)        | Вон Ог Им (PRK)            |
| До 70 кг    | Масаэ Уэно (JPN)         | Анайси Эрнандес (CUB)    | Ронда Раузи (USA)          |
| До 70 кг    | Масаэ Уэно (JPN)         | Анайси Эрнандес (CUB)    | Эдит Босх (NED)            |
| До 78 кг    | Ян Сюли (CHN)            | Яленнис Кастильо (CUB)   | Чон Гён Ми (KOR)           |
| До 78 кг    | Ян Сюли (CHN)            | Яленнис Кастильо (CUB)   | Стефани Поссаме (FRA)      |
| Свыше 78 кг | Тун Вэнь (CHN)           | Маки Цукада (JPN)        | Люция Полавдер (SLO)       |
| Свыше 78 кг | Тун Вэнь (CHN)           | Маки Цукада (JPN)        | Идалис Ортис (CUB)         |

## Конный спорт
См. также: Конный спорт на летних Олимпийских играх 2008
| Дисциплина          | Золото | Серебро | Бронза |
| Личная выездка      | Анки ван Грюнсвен на Салинеро (NED) | Изабель Верт на Сатчмо (GER) | Хайке Кеммер на Бонапарте (GER) |
| Командная выездка   | Германия · Надин Капельман на Элвис Ва · Хайке Кеммер на Бонапарте · Изабель Верт на Сатчмо                                                                               | Нидерланды · Ханс Петер Миндерхуд на Надин · Имке Схеллекенс-Бартелс на Санрайзе · Анки ван Грюнсвен на Салинеро                                                               | Дания · Андреас Хельгстранд на Дон Шуфро · Анне ван Ольст на Клиэруотер · Натали Сайн-Витгенштейн-Берлебург на Дигбю                                                           |
| Личное троеборье    | Хинрих Ромайке на Мариусе (GER) | Джина Майлс на Маккинлей (USA) | Кристина Кук на Майнерс Фролик (GBR) |
| Командное троеборье | Германия · Андреас Дибовски на Баттс Леоне · Ингрид Климке на Абраксасе · Франк Остхольт на Мистере Медикотте · Хинрих Ромайке на Мариусе · Петер Томсен на Гост оф Хэмиш | Австралия · Клейтон Фредерикс на Бен Элонг Тайм · Лусинда Фредерикс на Хэдли Британния · Соня Джонсон на Рингвуд Ягуаре · Меган Джонс на Айриш Джестере · Шейн Роуз на Олл Лак | Великобритания · Кристина Кук на Майнерс Фролик · Дейзи Дик на Спринг Элонг · Уильям Фокс-Питт на Паркмор Эде · Шарон Хант на Тэнкерс Тауне · Мэри Кинг на Колл Эгейн Кавальер |
| Личный конкур       | Эрик Ламаз на Хикстэде (CAN) | Рольф-Ёран Бенгтссон на Ниндзя (SWE) | Бизи Мэдден на Аутентик (USA) |
| Командный конкур    | США · Лора Краут на Седрике · Бизи Мэдден на Аутентик · Уилл Симпсон на Карлссон-фом-Дак · Маклейн Уорд на Сапфире                                                        | Канада · Мак Коун на Оле · Джилл Хензелвуд на Спешал Эд · Эрик Ламаз на Хикстэде · Иан Миллар на Ин Стайл                                                                      | Швейцария · Кристина Либхерр на Ноу Мерси · Пиус Швицер на Ноблесс М · Никлаус Шуртенбергер на Кантусе · Стив Герда на Джалиска Сольер                                         |

## Лёгкая атлетика
См. также: Лёгкая атлетика на летних Олимпийских играх 2008

### Мужчины
| Дисциплина                  | Золото                                                                                                   | Серебро | Бронза                                                                       |
| 100 метров                  | Усэйн Болт (JAM)                                                                                         | Ричард Томпсон (TRI)                                                                                       | Уолтер Дикс (USA)                                                            |
| 200 метров                  | Усэйн Болт (JAM)                                                                                         | Шон Кроуфорд (USA)                                                                                         | Уолтер Дикс (USA)                                                            |
| 400 метров                  | Лашон Мерритт (USA)                                                                                      | Джереми Уоринер (USA)                                                                                      | Дэвид Невилл (USA)                                                           |
| 800 метров                  | Уилфред Бунгей (KEN)                                                                                     | Исмаил Ахмед Исмаил (SUD)                                                                                  | Альфред Йего (KEN)                                                           |
| 1500 метров                 | Асбель Кипроп (KEN)                                                                                      | Ник Уиллис (NZL)                                                                                           | Мехди Баала (FRA)                                                            |
| 5000 метров                 | Кенениса Бекеле (ETH)                                                                                    | Элиуд Кипчоге (KEN)                                                                                        | Эдвин Черуйот Сой (KEN)                                                      |
| 10 000 метров               | Кенениса Бекеле (ETH)                                                                                    | Силеши Сихине (ETH)                                                                                        | Мика Кого (KEN)                                                              |
| 110 метров с барьерами      | Дайрон Роблес (CUB)                                                                                      | Дэвид Пейн (USA)                                                                                           | Дэвид Оливер (USA)                                                           |
| 400 метров с барьерами      | Энджело Тейлор (USA)                                                                                     | Керрон Клемент (USA)                                                                                       | Бершон Джексон (USA)                                                         |
| 3000 метров с препятствиями | Бримин Кипруто (KEN)                                                                                     | Махидин Мехисси-Бенаббад (FRA)                                                                             | Ричард Матилонг (KEN)                                                        |
| Эстафета 4×100 метров       | вакантно                                                                                                 | Тринидад и Тобаго · Кестон Бледмен · Марк Бёрнс · Эммануэль Кэллендер · Ричард Томпсон · Аарон Армстронг   | Япония · Наоки Цукахара · Синго Суэцугу · Синдзи Такахира · Нобухару Асахара |
| Эстафета 4×400 метров       | США · Лашон Мерритт · Энджело Тейлор · Дэвид Невилл · Джереми Уоринер · Керрон Клемент · Реджи Уизерспун | Багамские Острова · Андретти Бейн · Майкл Мэтью · Андре Уильямс · Крис Браун · Авард Монкур · Рамон Миллер | Великобритания · Эндрю Стил · Роберт Тобин · Майкл Бингам · Мартин Руни      |
| Марафон                     | Самуэль Ванджиру (KEN)                                                                                   | Жауад Гариб (MAR)                                                                                          | Цегайе Кебеде (ETH)                                                          |
| Ходьба на 20 км             | Валерий Борчин (RUS)                                                                                     | Джефферсон Перес (ECU)                                                                                     | Джаред Таллент (AUS)                                                         |
| Ходьба на 50 км             | Алекс Швацер (ITA)                                                                                       | Джаред Таллент (AUS)                                                                                       | Денис Нижегородов (RUS)                                                      |
| Прыжки в длину              | Ирвин Саладино (PAN)                                                                                     | Годфри Хотсо Мокоена (RSA)                                                                                 | Ибраим Камехо (CUB)                                                          |
| Тройной прыжок              | Нелсон Эвора (POR)                                                                                       | Филлипс Айдову (GBR)                                                                                       | Ливан Сэндс (BAH)                                                            |
| Прыжки в высоту             | Андрей Сильнов (RUS)                                                                                     | Джермейн Мейсон (GBR)                                                                                      | Ярослав Рыбаков (RUS)                                                        |
| Прыжки с шестом             | Стив Хукер (AUS)                                                                                         | Евгений Лукьяненко (RUS)                                                                                   | Дерек Майлз (USA)                                                            |
| Толкание ядра               | Томаш Маевский (POL)                                                                                     | Кристан Кантвелл (USA)                                                                                     | Дилан Армстронг (CAN)                                                        |
| Метание диска               | Герд Кантер (EST)                                                                                        | Пётр Малаховский (POL)                                                                                     | Виргилиюс Алекна (LTU)                                                       |
| Метание копья               | Андреас Торкильдсен (NOR)                                                                                | Айнарс Ковалс (LAT)                                                                                        | Теро Питкямяки (FIN)                                                         |
| Метание молота              | Примож Козмус (SLO)                                                                                      | Вадим Девятовский (BLR)                                                                                    | Иван Тихон (BLR)                                                             |
| Десятиборье                 | Брайан Клэй (USA)                                                                                        | Андрей Кравченко (BLR)                                                                                     | Леонель Суарес (CUB)                                                         |

### Женщины
| Дисциплина                  | Золото                                                                                   | Серебро                                                                                             | Бронза                                                                               |
| 100 метров                  | Шелли-Энн Фрейзер (JAM)                                                                  | Шерон Симпсон (JAM)                                                                                 | Не вручалась                                                                         |
| 100 метров                  | Шелли-Энн Фрейзер (JAM)                                                                  | Керрон Стюарт (JAM)                                                                                 | Не вручалась                                                                         |
| 200 метров                  | Вероника Кэмпбелл-Браун (JAM)                                                            | Эллисон Феликс (USA)                                                                                | Керрон Стюарт (JAM)                                                                  |
| 400 метров                  | Кристин Охуруогу (GBR)                                                                   | Шерика Уильямс (JAM)                                                                                | Саня Ричардс (USA)                                                                   |
| 800 метров                  | Памела Джелимо (KEN)                                                                     | Джанет Джепкосгеи (KEN)                                                                             | Хасна Бенхасси (MAR)                                                                 |
| 1500 метров                 | Нэнси Лангат (KEN)                                                                       | Ирина Лищинская (UKR)                                                                               | Наталья Тобиас (UKR)                                                                 |
| 5000 метров                 | Тирунеш Дибаба (ETH)                                                                     | Месерет Дефар (ETH)                                                                                 | Сильвия Кибет (KEN)                                                                  |
| 10 000 метров               | Тирунеш Дибаба (ETH)                                                                     | Шалан Флэнаган (USA)                                                                                | Линет Масаи (KEN)                                                                    |
| 100 метров с барьерами      | Доун Харпер (USA)                                                                        | Салли Маклеллан (AUS)                                                                               | Присцилла Лопес-Шлип (CAN)                                                           |
| 400 метров с барьерами      | Мелани Уокер (JAM)                                                                       | Шина Тоста (USA)                                                                                    | Таша Дэнверс (GBR)                                                                   |
| 3000 метров с препятствиями | Гульнара Галкина (RUS)                                                                   | Юнис Джепкорир (KEN)                                                                                | Татьяна Петрова (RUS)                                                                |
| Эстафета 4×100 метров       | Бельгия · Оливия Борле · Ханна Мариен · Элоди Уэдраого · Ким Геварт                      | Нигерия · Эне Франка Идоко · Глория Кемасуоде · Халимат Исмаила · Олудамола Осайоми · Агнес Осазува | Бразилия · Роземар Коэльо Нето · Лусимар де Моура · Таисса Прести · Розангела Сантос |
| Эстафета 4×400 метров       | США · Мэри Уайнберг · Эллисон Феликс · Моника Хендерсон · Саня Ричардс · Наташа Хастингс | Ямайка · Шерика Уильямс · Шерифа Ллойд · Розмари Уайт · Новлен Уильямс · Бобби-Гей Уилкинс          | Великобритания · Кристин Охуруогу · Келли Созертон · Мерилин Окоро · Никола Сандерс  |
| Марафон                     | Константина Томеску (ROU)                                                                | Катрин Ндереба (KEN)                                                                                | Чжоу Чуньсю (CHN)                                                                    |
| Ходьба на 20 км             | Ольга Каниськина (RUS)                                                                   | Хьерсти Тюссе Плетцер (NOR)                                                                         | Элиза Ригаудо (ITA)                                                                  |
| Прыжки в длину              | Мауррен Хига Магги (BRA)                                                                 | вакантно                                                                                            | Блессинг Окагбаре (NGR)                                                              |
| Тройной прыжок              | Франсуаза Мбанго Этон (CMR)                                                              | вакантно                                                                                            | вакантно                                                                             |
| Прыжки в высоту             | Тиа Хеллебаут (BEL)                                                                      | Бланка Влашич (CRO)                                                                                 | Шанте Ховард (USA)                                                                   |
| Прыжки с шестом             | Елена Исинбаева (RUS)                                                                    | Дженнифер Стучински (USA)                                                                           | Светлана Феофанова (RUS)                                                             |
| Толкание ядра               | Валери Вили (NZL)                                                                        | Мислейдис Гонсалес (CUB)                                                                            | Гун Лицзяо (CHN)                                                                     |
| Метание диска               | Стефани Браун-Трафтон (USA)                                                              | Елена Антонова (UKR)                                                                                | Айминь Сун (CHN)                                                                     |
| Метание копья               | Барбора Шпотакова (CZE)                                                                  | Кристина Обергфёлль (GER)                                                                           | Голди Сэйерс (GBR)                                                                   |
| Метание молота              | Ипси Морено (CUB)                                                                        | Чжан Вэньсю (CHN)                                                                                   | Мануэла Монтебран (FRA)                                                              |
| Семиборье                   | Наталья Добрынская (UKR)                                                                 | Хайлис Фонтейн (USA)                                                                                | Келли Созертон (GBR)                                                                 |

## Настольный теннис
См. также: Настольный теннис на летних Олимпийских играх 2008

### Мужчины
| Дисциплина       | Золото                                 | Серебро                                                | Бронза                                              |
| Одиночный разряд | Ма Линь (CHN)                          | Ван Хао (CHN)                                          | Ван Лицинь (CHN)                                    |
| Командный разряд | Китай · Ма Линь · Ван Хао · Ван Лицинь | Германия · Кристиан Зюс · Дмитрий Овчаров · Тимо Болль | Республика Корея · О Сан Ён · Ю Сын Мин · Юн Джэ Ён |

### Женщины
| Дисциплина       | Золото                               | Серебро                                       | Бронза                                               |
| Одиночный разряд | Чжан Инин (CHN)                      | Ван Нань (CHN)                                | Го Юэ (CHN)                                          |
| Командный разряд | Китай · Го Юэ · Ван Нань · Чжан Инин | Сингапур · Фэн Тяньвэй · Ли Цзявэй · Ван Юэгу | Республика Корея · Тан Йе Со · Ким Гён А · Пак Ми Ён |

## Парусный спорт
См. также: Парусный спорт на летних Олимпийских играх 2008

### Мужчины
| Дисциплина | Золото                                     | Серебро                                     | Бронза                                    |
| RS:X       | Том Эшли (NZL)                             | Жюльен Бонтан (FRA)                         | Шахар Цубери (ISR)                        |
| Лазер      | Пол Гудисон (GBR)                          | Василий Жбогар (SLO)                        | Диего Ромеро (ITA)                        |
| 470        | Австралия · Нейтан Вилмо · Малком Пейдж    | Великобритания · Ник Роджерс · Джо Глэнфилд | Франция · Николя Шарбоннье · Оливье Боссе |
| Звёздный   | Великобритания · Йен Перси · Эндрю Симпсон | Бразилия · Роберт Шейдт · Бруно Прада       | Швеция · Фредрик Лёэф · Андерс Экстрём    |

### Женщины
| Дисциплина   | Золото                                                 | Серебро                                                   | Бронза                                                           |
| RS:X         | Инь Цзянь (CHN)                                        | Алессандра Сенсини (ITA)                                  | Брайони Шоу (GBR)                                                |
| Лазер Радиал | Анна Танниклифф (USA)                                  | Гинтаре Волюнгевичюте (LTU)                               | Сюй Лицзя (CHN)                                                  |
| 470          | Австралия · Элис Речичи · Тесса Паркинсон              | Нидерланды · Марселин де Конинг · Лобке Беркхаут          | Бразилия · Фернанда Оливейра · Изабель Сван                      |
| Инглинг      | Великобритания · Сара Эйтон · Сара Уэбб · Пиппа Уилсон | Нидерланды · Манди Мюлдер · Аннемике Бес · Мерел Виттевен | Греция · София Бекатору · София Пападопулу · Виргиния Кравариоти |

### Смешанный класс
| Дисциплина | Золото                                  | Серебро                                    | Бронза                                         |
| Финн       | Бен Эйнсли (GBR)                        | Зак Рэйли (USA)                            | Гийом Флоран (FRA)                             |
| 49er       | Дания · Йонас Варрер · Мартин Киркетерп | Испания · Икер Мартинес · Хавьер Фернандес | Германия · Ян-Петер Пеккольт · Ханнес Пеккольт |
| Торнадо    | Испания · Фернандо Эчаварри · Антон Пас | Австралия · Дэррен Бандок · Гленн Эшби     | Аргентина · Сантьяго Ланхе · Карлос Эспинола   |

## Плавание
См. также: Плавание на летних Олимпийских играх 2008

### Мужчины
| Дисциплина                            | Золото | Серебро | Бронза                                                                                                |
| 50 метров вольным стилем              | Сезар Сьелу (BRA) | Амори Лево (FRA) | Ален Бернар (FRA)                                                                                     |
| 100 метров вольным стилем             | Ален Бернар (FRA) | Имон Салливан (AUS) | Джейсон Лезак (USA)                                                                                   |
| 100 метров вольным стилем             | Ален Бернар (FRA) | Имон Салливан (AUS) | Сезар Сьелу (BRA)                                                                                     |
| 200 метров вольным стилем             | Майкл Фелпс (USA) | Пак Тхэ Хван (KOR) | Питер Вандеркай (USA)                                                                                 |
| 400 метров вольным стилем             | Пак Тхэ Хван (KOR) | Чжан Линь (CHN) | Ларсен Дженсен (USA)                                                                                  |
| 1500 метров вольным стилем            | Усама Меллули (TUN) | Грант Хэкетт (AUS) | Райан Кохрейн (CAN)                                                                                   |
| 100 метров баттерфляем                | Майкл Фелпс (USA) | Милорад Чавич (SRB) | Эндрю Лотерстайн (AUS)                                                                                |
| 200 метров баттерфляем                | Майкл Фелпс (USA) | Ласло Чех (HUN) | Такэси Мацуда (JPN)                                                                                   |
| 100 метров на спине                   | Аарон Пирсол (USA) | Мэтт Гриверс (USA) | Аркадий Вятчанин (RUS)                                                                                |
| 100 метров на спине                   | Аарон Пирсол (USA) | Мэтт Гриверс (USA) | Хэйден Стекел (AUS)                                                                                   |
| 200 метров на спине                   | Райан Лохте (USA) | Аарон Пирсол (USA) | Аркадий Вятчанин (RUS)                                                                                |
| 100 метров брассом                    | Косукэ Китадзима (JPN) | Александр Дале Оен (NOR) | Юг Дюбоск (FRA)                                                                                       |
| 200 метров брассом                    | Косукэ Китадзима (JPN) | Брентон Рикард (AUS) | Юг Дюбоск (FRA)                                                                                       |
| 200 метров комплексным плаванием      | Майкл Фелпс (USA) | Ласло Чех (HUN) | Райан Лохте (USA)                                                                                     |
| 400 метров комплексным плаванием      | Майкл Фелпс (USA) | Ласло Чех (HUN) | Райан Лохте (USA)                                                                                     |
| Эстафета 4×100 метров вольным стилем  | США · Майкл Фелпс · Гарретт Уэбер-Гейл · Каллен Джонс · Джейсон Лезак · Нэтан Эдриан · Бенджамин Уайлдмен-Тобринер · Мэттью Гриверс | Франция · Амори Лево · Фабьен Жило · Фредерик Буске · Ален Бернар · Грегори Малле · Борис Штайметц                                          | Австралия · Имон Салливан · Эшли Каллус · Мэтт Таргетт · Эндрю Лотерстайн · Лейт Броди · Патрик Мёрфи |
| Эстафета 4×200 метров вольным стилем  | США · Майкл Фелпс · Райан Лохте · Рики Беренс · Питер Вандеркай · Клит Келлер · Эрик Вендт · Дэвид Уолтерс                          | Россия · Никита Лобинцев · Евгений Лагунов · Данила Изотов · Александр Сухоруков · Михаил Полищук                                           | Австралия · Патрик Мёрфи · Грант Хэкетт · Грант Бритс · Ник Ффрост · Лейт Броди · Кирк Палмер         |
| Эстафета 4×100 метров комбинированная | США · Аарон Пирсол · Брендан Хансен · Майкл Фелпс · Джейсон Лезак · Мэтт Гриверс · Марк Гэнглофф · Ян Крокер · Гарретт Уэбер-Гейл   | Австралия · Хэйден Стекел · Брентон Рикард · Эндрю Лотерстайн · Имон Салливан · Эшли Дилэйни · Кристиан Спренгер · Адам Пайн · Мэтт Таргетт | Япония · Дзюнъити Миясита · Косукэ Китадзима · Такуро Фудзии · Хисаёси Сато                           |
| Марафон 10 километров                 | Мартен ван дер Вейден (NED) | Дэвид Дэвис (GBR) | Томас Лурц (GER)                                                                                      |

### Женщины
| Дисциплина                            | Золото | Серебро | Бронза |
| 50 метров вольным стилем              | Бритта Штеффен (GER) | Дара Торрес (USA) | Кейт Кэмпбелл (AUS)                                                                                               |
| 100 метров вольным стилем             | Бритта Штеффен (GER) | Лизбет Трикетт (AUS) | Натали Коглин (USA)                                                                                               |
| 200 метров вольным стилем             | Федерика Пеллегрини (ITA) | Сара Исакович (SLO) | Пан Цзяин (CHN)                                                                                                   |
| 400 метров вольным стилем             | Ребекка Эдлингтон (GBR) | Кэти Хофф (USA) | Джоанн Джексон (GBR)                                                                                              |
| 800 метров вольным стилем             | Ребекка Эдлингтон (GBR) | Алессия Филиппи (ITA) | Лотте Фрийс (DEN)                                                                                                 |
| 100 метров баттерфляем                | Лизбет Трикетт (AUS) | Кристин Магнусон (USA) | Джессика Шиппер (AUS)                                                                                             |
| 200 метров баттерфляем                | Лю Цзыгэ (CHN) | Цзяо Люян (CHN) | Джессика Шиппер (AUS)                                                                                             |
| 100 метров на спине                   | Натали Коглин (USA) | Кирсти Ковентри (ZIM) | Маргарет Хольцер (USA)                                                                                            |
| 200 метров на спине                   | Кирсти Ковентри (ZIM) | Маргарет Хольцер (USA) | Рэико Накамура (JPN)                                                                                              |
| 100 метров брассом                    | Лизель Джонс (AUS) | Ребекка Сони (USA) | Мирна Юкич (AUT)                                                                                                  |
| 200 метров брассом                    | Ребекка Сони (USA) | Лизель Джонс (AUS) | Сара Норденстам (NOR)                                                                                             |
| 200 метров комплексным плаванием      | Стефани Райс (AUS) | Кирсти Ковентри (ZIM) | Натали Коглин (USA)                                                                                               |
| 400 метров комплексным плаванием      | Стефани Райс (AUS) | Кирсти Ковентри (ZIM) | Кэти Хофф (USA)                                                                                                   |
| Эстафета 4×100 метров вольным стилем  | Нидерланды · Инге Деккер · Раноми Кромовидьойо · Фемке Хемскерк · Марлен Велдхёйс · Хинкелин Схрёдер · Манон ван Ройхен                         | США · Натали Коглин · Лейси Наймайер · Кара Линн Джойс · Дара Торрес · Эмили Сильвер · Джулия Смит                                       | Австралия · Кейт Кэмпбелл · Элис Миллс · Мелани Шлангер · Лизбет Трикетт · Шейн Риз                               |
| Эстафета 4×200 метров вольным стилем< | Австралия · Стефани Райс · Бронте Барратт · Кайли Палмер · Линда Маккензи · Энджи Бейнбридж · Мелани Шлангер · Лара Дэвенпорт · Фелисити Галвес | Китай · Пан Цзяин · Ян Юй · Тань Мяо · Чжу Сянвэй · Тан Цзинчжи                                                                          | США · Эллисон Шмитт · Натали Коглин · Каролайн Беркл · Кэти Хофф · Кристин Маршалл · Джулия Смит · Ким Ванденберг |
| Эстафета 4×100 метров комбинированная | Австралия · Эмили Сибом · Лизель Джонс · Джессика Шиппер · Лизбет Трикетт · Тарни Уайт · Фелисити Галвес · Шейн Риз                             | США · Натали Коглин · Ребекка Сони · Кристин Магнусон · Дара Торрес · Маргарет Хольцер · Меган Джендрик · Элейн Бриден · Кара Линн Джойс | Китай · Чжао Цзин · Сунь Е · Чжоу Яфэй · Пан Цзяин · Сюй Тяньлунцзы                                               |
| Марафон 10 километров                 | Лариса Ильченко (RUS) | Кери-Энн Пейн (GBR) | Касси Паттен (GBR)                                                                                                |

## Прыжки в воду
См. также: Прыжки в воду на летних Олимпийских играх 2008

### Мужчины
| Дисциплина                   | Золото                     | Серебро                                 | Бронза                                      |
| Трамплин, 3 метра            | Хэ Чун (CHN)               | Александр Депати (CAN)                  | Цинь Кай (CHN)                              |
| Синхронный трамплин, 3 метра | Китай · Цинь Кай · Ван Фэн | Россия · Юрий Кунаков · Дмитрий Саутин  | Украина · Илья Кваша · Алексей Пригоров     |
| Вышка, 10 метров             | Мэттью Митчем (AUS)        | Чжоу Люйсинь (CHN)                      | Глеб Гальперин (RUS)                        |
| Синхронная вышка, 10 метров  | Китай · Хо Лян · Линь Юэ   | Германия · Патрик Хаусдинг · Саша Кляйн | Россия · Дмитрий Доброскок · Глеб Гальперин |

### Женщины
| Дисциплина                   | Золото                         | Серебро                                       | Бронза                                   |
| Трамплин, 3 метра            | Го Цзинцзин (CHN)              | Юлия Пахалина (RUS)                           | У Минься (CHN)                           |
| Синхронный трамплин, 3 метра | Китай · У Минься · Го Цзинцзин | Россия · Юлия Пахалина · Анастасия Позднякова | Германия · Дитте Котциан · Хайке Фишер   |
| Вышка, 10 метров             | Чэнь Жолинь (CHN)              | Эмили Хейманс (CAN)                           | Ван Синь (CHN)                           |
| Синхронная вышка, 10 метров  | Китай · Ван Синь · Чэнь Жолинь | Австралия · Брайони Коул · Мелисса Ву         | Мексика · Паола Эспиноса · Татьяна Ортис |

## Синхронное плавание
См. также: Синхронное плавание на летних Олимпийских играх 2008
| Дисциплина | Золото | Серебро | Бронза |
| Дуэты      | Россия · Анастасия Ермакова · Анастасия Давыдова | Испания · Андреа Фуэнтес · Хемма Менгуаль | Япония · Сахо Харада · Эмико Судзуки                                                                                   |
| Группы     | Россия · Анастасия Давыдова · Анастасия Ермакова · Мария Громова · Наталья Ищенко · Эльвира Хасянова · Ольга Кужела · Светлана Ромашина · Анна Шорина · Елена Овчинникова | Испания · Альба Мария Кабельо · Ракель Корраль · Андреа Фуэнтес · Хемма Менгуаль · Таис Энрикес · Лаура Лопес · Хисела Морон · Ирина Родригес · Паола Тирадос | Китай · Гу Бэйбэй · Хуан Сюэчэнь · Цзян Тинтин · Цзян Вэньвэнь · Лю Оу · Ло Цянь · Сунь Цютин · Ван На · Чжан Сяохуань |

## Современное пятиборье
См. также: Современное пятиборье на летних Олимпийских играх 2008
| Дисциплина | Золото               | Серебро                  | Бронза                      |
| Мужчины    | Андрей Моисеев (RUS) | Эдвинас Крунголцас (LTU) | Андреюс Заднепровскис (LTU) |
| Женщины    | Лена Шёнеборн (GER)  | Хизер Фелл (GBR)         | вакантно                    |

## Софтбол
См. также: Софтбол на летних Олимпийских играх 2008
| Дисциплина | Золото | Серебро | Бронза |
| Женщины    | Япония Нахо Эмото · Мотоко Фудзимото · Мэгу Хиросэ · Эми Инуи · Сатико Ито · Аюми Карино · Сатоко Мабути · Юкиё Минэ · Масуми Мисина · Рэи Нисияма · Хироко Сакаи · Риэ Сато · Мика Сомэя · Юкико Уэно · Эри Ямада | США Моника Эббот · Стейси Ньювмэн · Кристл Бустос · Дженни Финч · Лора Берг · Лорен Лаппин · Ловианн Джан · Кэт Остерман · Тейрия Флауэрс · Андреа Дюран · Джессика Мендоза · Виктория Галиндо · Келли Кретшман · Кейтлин Лоу · Наташа Уотли | Австралия Джоди Боверинг · Кайли Кронк · Келли Харди · Таня Хардинг · Сэнди Льюис · Симмон Морроу · Трейси Мосли · Стейси Портер · Мелани Рош · Джастин Сметхерст · Даниэль Стюарт · Натали Титкам · Натали Уорд · Белинда Райт · Керри Уайборн |

## Стрельба
См. также: Стрельба на летних Олимпийских играх 2008

### Мужчины
| Дисциплина                            | Золото                  | Серебро                   | Бронза                |
| Пневматическая винтовка, 10 метров    | Абхинав Биндра (IND)    | Чжу Цинань (CHN)          | Хенри Хяккинен (FIN)  |
| Винтовка лёжа, 50 метров              | Артур Айвазян (UKR)     | Мэттью Эммонс (USA)       | Уоррен Потент (AUS)   |
| Винтовка из трёх положений, 50 метров | Цю Цзянь (CHN)          | Юрий Сухоруков (UKR)      | Раймонд Дебевец (SLO) |
| Пневматический пистолет, 10 метров    | Пан Вэй (CHN)           | Чин Джон О (KOR)          | Джейсон Тёрнер (USA)  |
| Скорострельный пистолет, 25 метров    | Александр Петрив (UKR)  | Ральф Шуман (GER)         | Кристиан Райц (GER)   |
| Пистолет, 50 метров                   | Чин Джон О (KOR)        | Тань Цзунлян (CHN)        | Владимир Исаков (RUS) |
| Трап                                  | Давид Костелецкий (CZE) | Джованни Пелльело (ITA)   | Алексей Алипов (RUS)  |
| Дубль-трап                            | Уолтон Эллер (USA)      | Франческо Д’Аньелло (ITA) | Ху Биньюань (CHN)     |
| Скит                                  | Винсент Хэнкок (USA)    | Туре Бровольд (NOR)       | Антони Терра (FRA)    |

### Женщины
| Дисциплина                            | Золото                    | Серебро                  | Бронза                       |
| Пневматическая винтовка, 10 метров    | Катержина Эммонс (CZE)    | Любовь Галкина (RUS)     | Снежана Пейчич (CRO)         |
| Винтовка из трёх положений, 50 метров | Ду Ли (CHN)               | Катержина Эммонс (CZE)   | Эглис Крус (CUB)             |
| Пневматический пистолет, 10 метров    | Го Вэньцзюнь (CHN)        | Наталья Падерина (RUS)   | Нино Салуквадзе (GEO)        |
| Пистолет, 25 метров                   | Чэнь Ин (CHN)             | Отрядын Гундэгмаа (MGL)  | Доржсурэнгийн Мунхбаяр (GER) |
| Трап                                  | Сату Мякеля-Нуммела (FIN) | Зузана Штефечекова (SVK) | Кори Когделл (USA)           |
| Скит                                  | Кьяра Кайнеро (ITA)       | Кимберли Роуд (USA)      | Кристине Бринкер (GER)       |

## Стрельба из лука
См. также: Стрельба из лука на летних Олимпийских играх 2008

### Мужчины
| Дисциплина                | Золото                                                     | Серебро                                                 | Бронза                                        |
| Индивидуальное первенство | Виктор Рубан (UKR)                                         | Пак Гён Мо (KOR)                                        | Баир Бадёнов (RUS)                            |
| Командное первенство      | Республика Корея · Лим Дон Хён · Ли Чхан Хван · Пак Гён Мо | Италия · Мауро Несполи · Марко Гальяццо · Иларио ди Буо | Китай · Сюэ Хайфэн · Цзян Линь · Ли Вэньцюань |

### Женщины
| Дисциплина                | Золото                                                  | Серебро                                        | Бронза                                                 |
| Индивидуальное первенство | Чжан Цзюаньцзюань (CHN)                                 | Пак Сон Хён (KOR)                              | Юн Ок Хи (KOR)                                         |
| Командное первенство      | Республика Корея · Чу Хён Чжон · Пак Сон Хён · Юн Ок Хи | Китай · Чжан Цзюаньцзюань · Чэнь Лин · Го Дань | Франция · Виржини Арнольд · Софи Додемон · Беранжер Шю |

## Теннис
См. также: Теннис на летних Олимпийских играх 2008

### Мужчины
| Дисциплина       | Золото                                     | Серебро                                 | Бронза                         |
| Одиночный разряд | Рафаэль Надаль (ESP)                       | Фернандо Гонсалес (CHI)                 | Новак Джокович (SRB)           |
| Парный разряд    | Швейцария · Роджер Федерер · Стэн Вавринка | Швеция · Симон Аспелин · Томас Юханссон | США · Боб Брайан · Майк Брайан |

### Женщины
| Дисциплина       | Золото                               | Серебро                                                     | Бронза                     |
| Одиночный разряд | Елена Дементьева (RUS)               | Динара Сафина (RUS)                                         | Вера Звонарёва (RUS)       |
| Парный разряд    | США · Серена Уильямс · Винус Уильямс | Испания · Анабель Медина Гарригес · Вирхиния Руано Паскуаль | Китай · Янь Цзы · Чжэн Цзе |

## Триатлон
См. также: Триатлон на летних Олимпийских играх 2008
| Дисциплина | Золото              | Серебро                 | Бронза              |
| Мужчины    | Ян Фродено (GER)    | Саймон Уитфилд (CAN)    | Биван Докерти (NZL) |
| Женщины    | Эмма Сноусилл (AUS) | Ванесса Фернандиш (POR) | Эмма Моффат (AUS)   |

## Тхэквондо
См. также: Тхэквондо на летних Олимпийских играх 2008

### Мужчины
| Дисциплина  | Золото               | Серебро                      | Бронза                |
| До 58 кг    | Гильермо Перес (MEX) | Юлис Габриэль Мерседес (DOM) | Чжу Муянь (TPE)       |
| До 58 кг    | Гильермо Перес (MEX) | Юлис Габриэль Мерседес (DOM) | Рохулла Никпай (AFG)  |
| До 68 кг    | Сон Тхэ Джин (KOR)   | Марк Лопес (USA)             | Сун Юйци (TPE)        |
| До 68 кг    | Сон Тхэ Джин (KOR)   | Марк Лопес (USA)             | Сервет Тазегюль (TUR) |
| До 80 кг    | Хади Саеи (IRI)      | Мауро Сармьенто (ITA)        | Стивен Лопес (USA)    |
| До 80 кг    | Хади Саеи (IRI)      | Мауро Сармьенто (ITA)        | Чжу Го (CHN)          |
| Свыше 80 кг | Чха Дон Мин (KOR)    | Александрос Николаидис (GRE) | Арман Чилманов (KAZ)  |
| Свыше 80 кг | Чха Дон Мин (KOR)    | Александрос Николаидис (GRE) | Чика Чуквумерие (NGR) |

### Женщины
| Дисциплина  | Золото               | Серебро                 | Бронза                  |
| До 49 кг    | У Цзинъюй (CHN)      | Буттри Пхыатпхонг (THA) | Далия Контрерас (VEN)   |
| До 49 кг    | У Цзинъюй (CHN)      | Буттри Пхыатпхонг (THA) | Дайнеллис Монтехо (CUB) |
| До 57 кг    | Лим Суджон (KOR)     | Азизе Танрыкулу (TUR)   | Дайана Лопес (USA)      |
| До 57 кг    | Лим Суджон (KOR)     | Азизе Танрыкулу (TUR)   | Мартина Зубчич (CRO)    |
| До 67 кг    | Хван Гён Сон (KOR)   | Карин Сержери (CAN)     | Гладис Эпанг (FRA)      |
| До 67 кг    | Хван Гён Сон (KOR)   | Карин Сержери (CAN)     | Сандра Шарич (CRO)      |
| Свыше 67 кг | Мария Эспиноса (MEX) | Нина Солхейм (NOR)      | Сара Стивенсон (GBR)    |
| Свыше 67 кг | Мария Эспиноса (MEX) | Нина Солхейм (NOR)      | Наталия Фалавинья (BRA) |

## Тяжёлая атлетика
См. также: Тяжёлая атлетика на летних Олимпийских играх 2008

### Мужчины
| Дисциплина   | Золото                | Серебро                 | Бронза                  |
| До 56 кг     | Лун Цинцюань (CHN)    | Хоанг Ань Туан (VIE)    | Эко Юли Ираван (INA)    |
| До 62 кг     | Чжан Сянсян (CHN)     | Диего Салазар (COL)     | Триятно (INA)           |
| До 69 кг     | Ляо Хуэй (CHN)        | Ванселя Дабая (FRA)     | Йорданис Борреро (CUB)  |
| До 77 кг     | Са Джэ Хёк (KOR)      | Ли Хунли (CHN)          | Геворг Давтян (ARM)     |
| До 85 кг     | Лу Юн (CHN)           | Тигран Мартиросян (ARM) | Хадьер Вальядарес (CUB) |
| До 94 кг     | Шимон Колецкий (POL)  | Арсен Касабиев (GEO)    | Йоандри Эрнандес (CUB)  |
| До 105 кг    | Андрей Арямнов (BLR)  | Дмитрий Клоков (RUS)    | Марцин Доленга (POL)    |
| Свыше 105 кг | Маттиас Штайнер (GER) | Евгений Чигишев (RUS)   | Виктор Щербатых (LAT)   |

### Женщины
| Дисциплина  | Золото                              | Серебро              | Бронза                    |
| До 48 кг    | Чэнь Вэйлин (TPE)                   | Им Джон Хва (KOR)    | Пенсири Лаосирикул (THA)  |
| До 53 кг    | Прапавади Чаренраттанатаракун (THA) | Юн Джин Хи (KOR)     | Раема Лиса Румбевас (INA) |
| До 58 кг    | Чэнь Яньцин (CHN)                   | О Джон Э (PRK)       | Ванди Камеаим (THA)       |
| До 63 кг    | Пак Хён Сук (PRK)                   | Лу Инци (TPE)        | Кристин Жирар (CAN)       |
| До 69 кг    | Оксана Сливенко (RUS)               | Лейди Солис (COL)    | Абир Халил (EGY)          |
| До 75 кг    | Алла Важенина (KAZ)                 | Лидия Валентин (ESP) | Дамарис Агуирре (MEX)     |
| Свыше 75 кг | Чан Ми Ран (KOR)                    | Эле Опелоге (SAM)    | Мариам Усман (NGR)        |

## Фехтование
См. также: Фехтование на летних Олимпийских играх 2008

### Мужчины
| Дисциплина      | Золото                                               | Серебро                                                                   | Бронза                                                                            |
| Шпага           | Маттео Тальяриоль (ITA)                              | Фабрис Жанне (FRA)                                                        | Хосе Луис Абахо (ESP)                                                             |
| Командная шпага | Франция · Фабрис Жанне · Жером Жанне · Ульриш Робери | Польша · Роберт Анджеюк · Томаш Мотыка · Адам Верчёх · Радослав Завротняк | Италия · Стефано Кароццо · Диего Конфалоньери · Альфредо Рота · Маттео Тальяриоль |
| Рапира          | Беньямин Клайбринк (GER)                             | Юки Ота (JPN)                                                             | Сальваторе Санцо (ITA)                                                            |
| Сабля           | Чжун Мань (CHN)                                      | Николя Лопес (FRA)                                                        | Михай Ковалиу (ROU)                                                               |
| Командная сабля | Франция · Жюльен Пийе · Борис Сансон · Николя Лопес  | США · Тим Морхаус · Джейсон Роджерс · Кит Смарт · Джеймс Уильямс          | Италия · Альдо Монтано · Луиджи Тарантино · Джампьеро Пасторе · Диего Оккьюцци    |

### Женщины
| Дисциплина       | Золото                                                                        | Серебро                                            | Бронза                                                                                   |
| Шпага            | Бритта Хайдеман (GER)                                                         | Ана Мария Бранза (ROU)                             | Ильдико Минца-Небальд (HUN)                                                              |
| Рапира           | Валентина Веццали (ITA)                                                       | Нам Хён Хи (KOR)                                   | Маргерита Гранбасси (ITA)                                                                |
| Командная рапира | Россия · Светлана Бойко · Аида Шанаева · Виктория Никишина · Евгения Ламонова | США · Эмили Кросс · Ханна Томпсон · Эринн Смарт    | Италия · Валентина Веццали · Джованна Триллини · Маргерита Гранбасси · Илария Сальватори |
| Сабля            | Мариэль Загунис (USA)                                                         | Сада Джекобсон (USA)                               | Ребекка Уорд (USA)                                                                       |
| Командная сабля  | Украина · Галина Пундик · Ольга Харлан · Елена Хомровая · Ольга Жовнир        | Китай · Бао Инъин · Хуан Хайян · Ни Хун · Тань Сюэ | США · Сада Джекобсон · Ребекка Уорд · Мариэль Загунис                                    |

## Футбол
См. также: Футбол на летних Олимпийских играх 2008
| Дисциплина | Золото | Серебро | Бронза |
| Мужчины    | Аргентина Серхио Агуэро · Лаутаро Акоста · Эвер Банега · Диего Буонанотте · Фернандо Гаго · Эсекьель Гарай · Эсекьель Лавесси · Анхель Ди Мария · Хавьер Маскерано · Лионель Месси · Фабиан Монсон · Николас Пареха · Хуан Роман Рикельме · Серхио Ромеро · Пабло Сабалета · Хосе Эрнесто Соса · Оскар Устари · Федерико Фасио | Нигерия Деле Аделейе · Олубайо Адефеме · Олувафеми Аджилоре · Эфе Амброз · Виктор Аничебе · Оникачи Апам · Эмбруз Ванзекин · Мандей Джеймс · Промис Айзек · Сани Кайта · Виктор Нсофор Обинна · Чинеду Огбуке · Питер Одемвингие · Чибузор Оконкво · Соломон Окоронкво · Тайе Тайво · Икечукву Эзенва · Эммануэль Экпо | Бразилия Андерсон · Брено Боржес · Жо · Илсиньо · Диего Алвес · Диего · Лукас Лейва · Марсело · Тиаго Невес · Алешандре Пато · Рафинья · Роналдиньо · Рамирес · Алекс Силва · Тиагу Силва · Ренан · Рафаэл Собис · Эрнанес                                                                                           |
| Женщины    | США Шэннон Бокс · Николь Бэрнхарт · Рейчел Бюлер · Наташа Кай · Стефани Кокс · Карли Ллойд · Кейт Маркграф · Хизер Миттс · Эми Родригес · Хизер О’Рейлли · Кристи Рэмпон · Хоуп Соло · Линдсей Тэрпли · Эли Уогнер · Анджела Хаклс · Тобин Хиз · Лоурен Чени · Лори Чэлапни                                                    | Бразилия Барбара · Даниэла · Рената Коста · Кристиане · Майкон · Марта · Маурине · Претинья · Андрея Роса · Росана · Симоне · Андрея Сунтаке · Таня · Фабиана · Формига · Франселе · Эрика · Эстер | Германия Надин Ангерер · Фатмир Байрамай · Мелани Берингер · Линда Брезоник · Саския Бартусяк · Керстин Гарефрекес · Аннике Кран · Симоне Лаудер · Ренате Лингор · Селия Окойино да Мбаби · Аня Миттаг · Бабетт Петер · Конни Полерс · Биргит Принц · Сандра Смисек · Ариан Хингст · Урсула Холль · Керстин Штегеман |

## Хоккей на траве
См. также Хоккей на траве на летних Олимпийских играх 2008
| Дисциплина | Золото | Серебро | Бронза |
| Мужчины    | ГерманияФилип Витте · Максимилиан Мюллер · Себастьян Бидерлак · Карлос Невадо · Мориц Фюрсте · Ян-Марко Монтаг · Тобиас Хауке · Тибор Вайсенборн · Беньямин Вес · Никлас Мейнерт · Тимо Вес · Оливер Корн · Кристофер Целлер · Макс Вайнхольд · Маттиас Виттхаус · Флориан Келлер · Филипп Целлер | ИспанияФранциско Кортес · Санти Фрейша · Франциско Фабрегас Монегал · Виктор Сохо · Алекс Фабрегас · Поль Амат · Эдуард Тубау · Рок Олива · Хуан Фернандес · Рамон Алегре · Хавьер Рибас · Альберт Сала · Родриго Гарса · Серхи Энрике · Эдуард Арбос · Давид Алегре · | АвстралияДжейми Дуайер · Лиам де Янг · Роберт Хаммонд · Марк Ноулз · Эдди Окенден · Дэвид Джест · Люк Доернер · Грант Шуберт · Беван Джордж · Эндрю Смит · Стивен Ламберт · Эли Мэтсон · Мэттью Уэллс · Трэвис Брукс · Кил Браун · Фергус Кавана · Дес Эббот                                                  |
| Женщины    | НидерландыМартье Годери · Мартье Паумен · Наоми ван Ас · Минке Сметс · Марилин Альотти · Минке Бой · Вике Декстра · Софи Полкамп · Эллен Хог · Лидевей Велтен · Лисанн де Ровер · Мик ван Генхэйзен · Эва де Гуде · Яннеке Схопман · Эфк Мюлдер · Фатима Морейра де Мело                          | КитайЖэнь Е · Чжан Именг · Гао Лихуа · Чэнь Цюци · Чжао Юйдяо · Ли Хунксия · Чэн Хуэй · Тан Чуньлин · Чжоу Ваньфэн · Ма Йибо · Фу Баожун · Пэнь Фэнчжэнь · Хуан Цзюнься · Сун Цинлин · Ли Чжуан · Чэнь Чжаося ·                                                        | АргентинаПаула Вукоичич · Белен Сюсси · Магдалена Айсега · Мерседес Маргалот · Марианна Росси · Ноэль Баррьонуэво · Жизель Каневски · Клаудиа Буркарт · Лусиана Аймар · Марине Руссо · Мариана Гонсалес Олива · Соледад Гарсия · Алехандра Гулла · Мария де ла Пас Эрнандес · Карла Ребекки · Росарио Лукетти |

## Лидеры по медалям
Ниже в таблице представлены спортсмены, завоевавшие не менее трёх наград. По умолчанию таблица отсортирована по убыванию количества золотых медалей. Для сортировки по другому признаку необходимо нажать рядом с названием столбца. Наибольшее число наград каждого достоинства выделено жирным шрифтом.
| Спортсмен        | Страна         | Дисциплина            | Золото | Серебро | Бронза | Всего |
| ---------------- | -------------- | --------------------- | ------ | ------- | ------ | ----- |
| Майкл Фелпс      | США            | Плавание              | 8      | 0       | 0      | 8     |
| Крис Хой         | Великобритания | Велоспорт             | 3      | 0       | 0      | 3     |
| Цзоу Кай         | Китай          | Спортивная гимнастика | 3      | 0       | 0      | 3     |
| Стефани Райс     | Австралия      | Плавание              | 3      | 0       | 0      | 3     |
| Лизбет Трикетт   | Австралия      | Плавание              | 2      | 1       | 1      | 4     |
| Ян Вэй           | Китай          | Спортивная гимнастика | 2      | 1       | 0      | 3     |
| Лизель Джонс     | Австралия      | Плавание              | 2      | 1       | 0      | 3     |
| Аарон Пирсол     | США            | Плавание              | 2      | 1       | 0      | 3     |
| Мэттью Гриверс   | США            | Плавание              | 2      | 1       | 0      | 3     |
| Райан Лохте      | США            | Плавание              | 2      | 0       | 2      | 4     |
| Косукэ Китадзима | Япония         | Плавание              | 2      | 0       | 1      | 3     |
| Джейсон Лезак    | США            | Плавание              | 2      | 0       | 1      | 3     |
| Настя Люкин      | США            | Спортивная гимнастика | 1      | 3       | 1      | 5     |
| Кирсти Ковентри  | Зимбабве       | Плавание              | 1      | 3       | 0      | 4     |
| Шон Джонсон      | США            | Спортивная гимнастика | 1      | 3       | 0      | 4     |
| Натали Коглин    | США            | Плавание              | 1      | 2       | 3      | 6     |
| Ребекка Сони     | США            | Плавание              | 1      | 2       | 0      | 3     |
| Ален Бернар      | Франция        | Плавание              | 1      | 1       | 1      | 3     |
| Джессика Шиппер  | Австралия      | Плавание              | 1      | 0       | 2      | 3     |
| Чэн Фэй          | Китай          | Спортивная гимнастика | 1      | 0       | 2      | 3     |
| Ян Илинь         | Китай          | Спортивная гимнастика | 1      | 0       | 2      | 3     |
| Дара Торрес      | США            | Плавание              | 0      | 3       | 0      | 3     |
| Ласло Чех        | Венгрия        | Плавание              | 0      | 3       | 0      | 3     |
| Имон Салливан    | Австралия      | Плавание              | 0      | 2       | 1      | 3     |
| Маргарет Хольцер | США            | Плавание              | 0      | 2       | 1      | 3     |
| Кэти Хофф        | США            | Плавание              | 0      | 1       | 2      | 3     |
| Пан Цзяин        | Китай          | Плавание              | 0      | 1       | 2      | 3     |
| Эндрю Лотерстайн | Австралия      | Плавание              | 0      | 1       | 2      | 3     |

### Комментарии
1. ↑  Виталий Рагимов из Азербайджана изначально стал серебряным медалистом, но был дисквалифицирован в 2016 году из-за нарушения антидопинговых правил[38]. Объединённый мир борьбы перераспределил медали[39].
2. ↑  Ара Абрахамян из Швеции изначально стал обладателем одной из двух бронзовых медалей, но был дисквалифицирован МОК, после того, как после церемонии награждения бросил медаль на ковёр и покинул зал. Таким образом он попытался выразить протест против несправедливого, по его мнению, решения судей в поединке с итальянским борцом Андреа Мингуцци, которое не позволило ему бороться за золотую медаль игр[43]. Абрахамян подал апелляцию в Спортивный арбитражный суд в Лозанне (CAS) и она была частично удовлетворена. CAS признал неправомерным существующий в FILA процесс подачи апелляций и квалифицировал случай с Абрахамяном как «нарушение Олимпийской хартии и собственных правил FILA в отношении „честной игры“»[44]. Он также обязал FILA создать апелляционную комиссию для нового рассмотрения этого дела[44]. Комиссия отказалась снять дисквалификацию и вернуть Абрахамяну олимпийскую медаль, ограничившись отменой денежного штрафа в отношении Федерации борьбы Швеции. В феврале 2009 года CAS отклонил апелляцию о восстановлении бронзовой медали[45].
3. ↑  Асет Мамбетов из Казахстана изначально стал обладателем одной из двух бронзовых медалей, но был дисквалифицирован в 2016 году из-за нарушения антидопинговых правил[38]. Объединённый мир борьбы перераспределил медали[39].
4. ↑  Хасан Бароев из России изначально стал серебряным медалистом, но был дисквалифицирован в 2016 году из-за нарушения антидопинговых правил[38]. Объединённый мир борьбы перераспределил медали[39].
5. ↑  Украинский борец Василий Федоришин изначально стал серебряным медалистом, но был дисквалифицирован в 2016 году из-за нарушения антидопинговых правил[50]. Объединённый мир борьбы перераспределил медали.
6. ↑  Сослан Тигиев из Узбекистана изначально стал серебряным медалистом, но был дисквалифицирован в 2016 году из-за нарушения антидопинговых правил[53]. Объединённый мир борьбы перераспределил медали[39].
7. ↑  Таймураз Тигиев из Казахстана изначально стал серебряным медалистом, но был дисквалифицирован в 2016 году из-за нарушения антидопинговых правил[53]. Объединённый мир борьбы перераспределил медали[39].
8. ↑  Артур Таймазов из Узбекистана изначально стал победителем, но был дисквалифицирован в 2016 году из-за нарушения антидопинговых правил[50]. Объединённый мир борьбы перераспределил медали[39].
9. ↑  Давиде Ребеллин изначально стал серебряным медалистом, но был дисквалифицирован, так как олимпийская допинг-проба дала положительный результат на наличие эритропоэтиносодержащего препарата[62].
10. ↑  Изначально команда Норвегии стала бронзовым призёром, но в декабре 2008 года у лошади Тони Андре Хансена обнаружили запрещённое вещество капсаицин. Норвегия была лишена бронзовой медали[142].
11. ↑  Чемпион игр — Рашид Рамзи из Бахрейна, был лишён золотой медали в связи со сдачей положительной допинг-пробы[62]. Медали были перераспределены, участники забега были подняты на одну позицию выше.
12. ↑  Ямайская эстафетная четвёрка выиграла золотые медали, но была дисквалифицирована из-за нарушения антидопинговых правил Неста Картером[154]. В мае 2018 года, CAS подтвердил решение МОК о дисквалификации спортсмена и сборной Ямайки[155].
13. ↑  Российская эстафетная четвёрка изначально стала бронзовым призёром, но была дисквалифицирована из-за нарушения антидопинговых правил Денисом Алексеевым[157]. После перераспределения, квартет из Великобритании стал бронзовым призёром игр[158].
14. ↑  Бронзовый призёр игр Денис Юрченко был лишён медали из-за сдачи положительной допинг-пробы[38].
15. ↑  Бронзовый призёр игр Андрей Михневич был лишён медали из-за сдачи положительной допинг-пробы[167].
16. ↑  Вадим Девятовский и Иван Тихон были лишены медалей из-за нарушения антидопинговых правил, но после решения CAS о недействительности допинг-тестов спортсменов, в связи с несоблюдением стандартов в китайской лаборатории, медали были возвращены[171].
17. 1 2  Эльван Абейлегессе из Турции была лишена серебряных медалей на дистанциях 5000 и 10 000 метров, после сдачи положительного допинг-теста на чемпионате мира по лёгкой атлетике 2007 года. Участники забегов были подняты на одну позицию вверх[179].
18. ↑  Бронзовый призёр Екатерина Волкова балы дисквалифицирована после сдачи положительной допинг-пробы[53]. После перераспределения медали, бронзовым призёром стала Татьяна Петрова[184].
19. ↑  Чемпион игр команда из России была дисквалифицирована, после сдачи положительной допинг-пробы Юлии Чермошанской[186]. После перераспределения медалей, золото отошло Бельгии, серебро — Нигерии, бронза — Бразилии[187].
20. ↑  Команда из России, стала серебряным призёром, а команда Республики Беларусь стала четвёртой, но обе команды были дисквалифицированы из-за сдачи положительных допинг-проб Анастасии Капачинской и Татьяны Фировой в случае России и Светланы Усович из Беларуси[189][190][191]. После перераспределения медалей, серебро отошло команде Ямайки, а бронза Великобритании.
21. ↑  Татьяна Лебедева была лишена серебряной медали, после перепроверки допинг-пробы Игр 2008 года и обнаружения в ней запрещённого вещества[154].
22. ↑  Бронзовый призёр Хрисопия Деветци была дисквалифицирована после повторной проверки допинг-пробы и обнаружения в ней запрещённого вещества[38]. Серебряный призёр Татьяна Лебедева также была лишена медали, после перепроверки допинг-пробы и обнаружения в ней запрещённого вещества[154].
23. ↑  Бронзовая медалистка игр Анна Чичерова была лишена медали после сдачи положительной допинг-пробы на Играх[197]. Елена Слесаренко и Вита Паламар, ставшие 4-й и 5-й, также были дисквалифицированы за употребление запрещённых препаратов[38]. После перераспределения медали, бронзовым призёром стала Шанте Ховард, изначально занимавшая 6-е место.
24. ↑  Серебряный призёр Наталья Михневич и бронзовый призёр Надежда Остапчук, были лишены медалей после повторного тестирования допинг-проб с Игр 2008 года и обнаружения в них запрещённого вещества[191]. После дисквалификации спортсменок, прошло перераспределение медалей.
25. ↑  После перепроверки допинг-пробы серебряного призёра, кубинской спортсменки Ярелис Барриос и обнаружения в ней запрещённого вещества, легкоатлетка была дисквалифицирована[201].
26. ↑  Серебряный призёр Мария Абакумова после сдачи положительной допинг-пробы была дисквалифицирована[157]. После перераспределения медалей, серебряным призёром стала Кристина Обергфёлль, а бронзовым британская легкоатлетка Голди Сэйерс[203].
27. ↑  Чемпионка игр Оксана Менькова после перепроверки допинг-проб и обнаружения в них запрещённых веществ была дисквалифицирована[191].
28. ↑  Людмила Блонская ставшая второй, была дисквалифицирована после обнаружения в допинг-пробе запрещённого вещества метилтестостерона[206]. После перераспределения медалей серебро отошло Хайлис Фонтейн, а бронза Татьяне Черновой. Вскоре Чернова сама была дисквалифицирована, после перепроверки допинг-пробы и обнаружения запрещённого вещества[207].
29. ↑  После повторной проверки допинг-пробы Виктории Терещук, занявшей на соревнованиях третье место, был обнаружен запрещённый анаболический стероид туринабол. Спортсменка была дисквалифицирована[269].
30. ↑  Бронзовый призёр Тигран Мартиросян был дисквалифицирован в 2016 году в связи с нарушением антидопинговых правил[190].
31. ↑  Серебряный призёр Андрей Рыбаков был дисквалифицирован в 2016 году в связи с нарушением антидопинговых правил[53].
32. ↑  Золотой медалист игр Илья Ильин был дисквалифицирован в 2016 году в связи с обнаружением в допинг-пробе запрещённого вещества — станозолол[191]. Бронзовый призёр Хаджимурат Аккаев также был лишён медали игр и дисквалифицирован в связи с нарушением антидопинговых правил[38].
33. ↑  Бронзовый призёр Дмитрий Лапиков был дисквалифицирован в 2016 году в связи с обнаружением в допинг-пробе 2008 года запрещённого вещества[38].
34. ↑  Чемпионка соревнований Чэнь Сеся была дисквалифицирована в 2017 году после перепроверки допинг-пробы и обнаружения в ней запрещённого вещества[313]. Серебряный призёр Сибель Озкан также была дисквалифицирована в связи с нарушением антидопинговых правил[314].
35. ↑  Бронзовая медалистка Анастасия Новикова была лишена медали в связи с нарушением антидопинговых правил[53].
36. ↑  Серебряная медалистка Марина Шаинова была лишена медали в связи с нарушением антидопинговых правил[190].
37. ↑  Серебряная медалистка Ирина Некрасова была лишена медали в связи с нарушением антидопинговых правил[38].
38. ↑  Чемпионка игр Лю Чуньхун и бронзовый призёр Наталья Давыдова были дисквалифицированы в связи с нарушением антидопинговых правил[38].
39. ↑  Чемпионка соревнований Цао Лэй была лишена медали после положительного результата допинг-теста[313]. Надежда Евстюхина, ставшая 3-й, также была дисквалифицирована из-за положительной допинг-пробы[190].
40. ↑  Серебряный призёр Ольга Коробка и бронзовый призёр Мария Грабовецкая были дисквалифицированы в связи с нарушением антидопинговых правил[38][53].